# Wojny włoskie

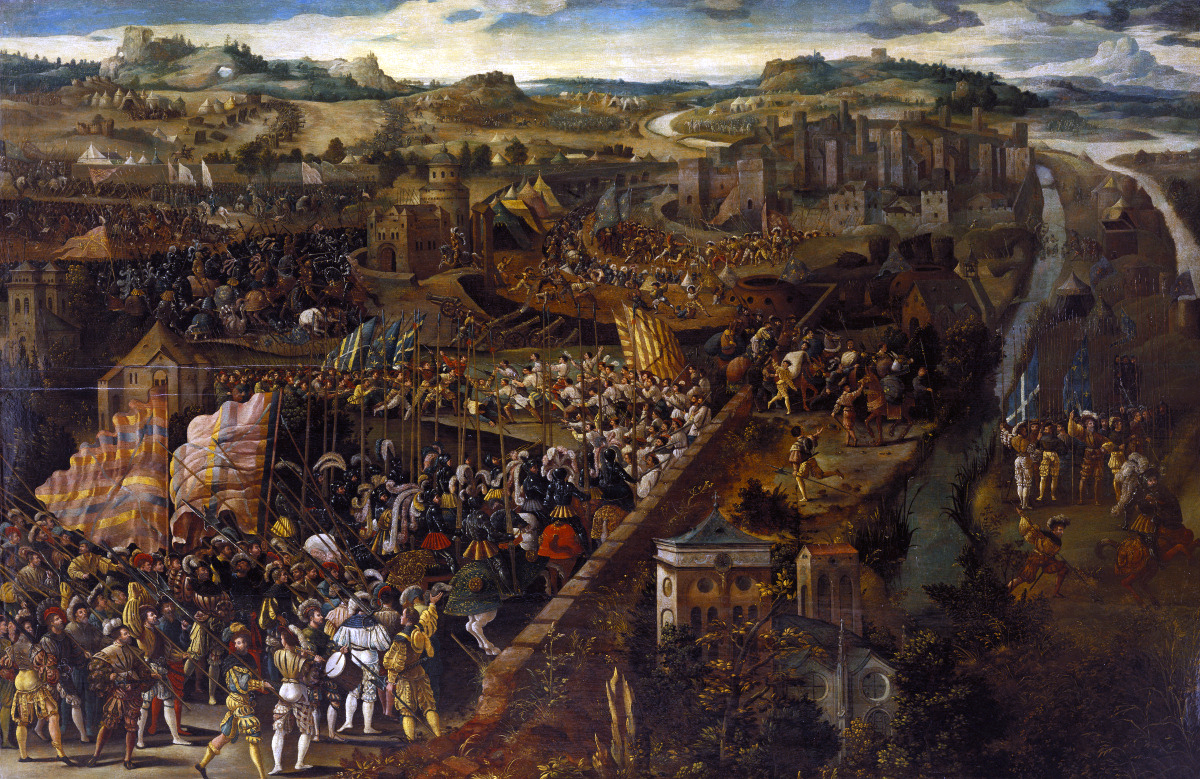
Bitwa pod Pawią 1525

Wojny włoskie – seria konfliktów zbrojnych toczonych w latach 1494–1559, z udziałem Francji, Hiszpanii, niemieckiego rodu Habsburgów, Państwa Kościelnego, Wenecji, Florencji, Neapolu, Mediolanu i licznych drobnych państewek włoskich; czasem w wojny te angażowały się również inne państwa – Anglia, Szkocja, Szwajcaria czy nawet Imperium Osmańskie.
Bezpośrednią przyczyną ich wybuchu były francuskie roszczenia do sukcesji w Królestwie Neapolu i Księstwie Mediolanu. Andrzej Wyczański stwierdził, że można wyróżnić dwie fazy wojen włoskich: w pierwszej, trwającej od roku 1494 do 1516, celem wojen było podporządkowanie sobie przez zachodnioeuropejskie mocarstwa całości lub części Półwyspu Apenińskiego. W drugiej fazie, trwającej od roku 1521 do 1559, Włochy były już tylko jednym z teatrów działań wojennych, a przyczyną wojen była przede wszystkim rywalizacja o hegemonię w zachodniej Europie, tocząca się między Habsburgami, którzy za panowania Karola V skupili w swych rękach trony Hiszpanii, Neapolu, Sycylii, Niderlandów i Austrii oraz koronę cesarską Świętego Cesarstwa Rzymskiego, a Francją, okrążoną teraz przez posiadłości habsburskie. Największym ze starć jest bitwa pod Pawią w 1525, w Lombardii, w której to wojska Karola V pokonały armię francuską, biorąc do niewoli króla Francji Franciszka I. Ten jednak łamiąc późniejszy (kapitulancki) traktat pokojowy, wymknął się Hiszpanom z rąk. Wojny włoskie zakończono ze względu na bankructwo Hiszpanii oraz początek wstrząsów religijnych we Francji (hugenoci), pokojem w Cateau-Cambrésis w Niderlandach. Znaczącym elementem tych wojen są często się zmieniające koalicje, które zawierali często niedawni wrogowie przeciw niedawnym sojusznikom.

## 1494–1498: Wojna o Neapol

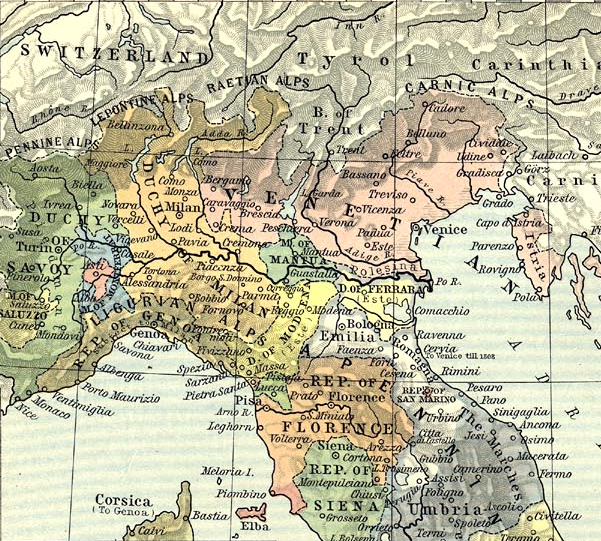
Północne Włochy w 1494

### Strony konfliktu
- Królestwo Francji, Mediolan (w pierwszej fazie konfliktu)
- Neapol,  Republika Wenecka, Austria,  Hiszpania,  Państwo Kościelne, Mediolan (w drugiej fazie konfliktu)

### Przebieg
Wojny włoskie zainicjowała wyprawa króla Francji Karola VIII do Włoch z lat 1494–1495, mająca za cel podbój Królestwa Neapolu. W XV wieku roszczenia do tego królestwa wysuwali Walezjusze z linii Anjou-Valois i w roku 1435 udało im się nawet je opanować, jednak w 1442 roku wyparł ich stamtąd król Aragonii Alfons V. Gdy dynastia Anjou-Valois wygasła w 1481 roku, ich roszczenia do Neapolu przejęła korona francuska, jednak król Ludwik XI nie podnosił roszczeń do tego terytorium, a dopiero jego syn i następca Karol VIII, który zdecydował się zbrojnie upomnieć o dziedzictwo andegaweńskie, gdy tylko przejął ster rządów we Francji. Plany wojen we Włoszech były też popierane przez szerokie rzesze arystokracji i szlachty francuskiej, liczące na możliwość wzbogacenia się wielkimi łupami i zdobycia sławy wojennej, zaś rozbite na wiele skłóconych państewek Włochy wydawały się potencjalnie łatwą zdobyczą. Także regent Księstwa Mediolanu, Ludwik Sforza, zachęcał Karola VIII do inwazji, bojąc się zawartego przeciwko niemu sojuszu Królestwa Neapolu z Florencją, i liczył, że dzięki Francuzom uda mu się zniszczyć swoich wrogów i zapewnić sobie supremację w Italii. Papież Aleksander VI, skonfliktowany z królem Neapolu Ferdynandem I o Anguillarę, Cervetri i kilka innych twierdz położonych w pobliżu Rzymu (które znalazły się w posiadaniu zaprzyjaźnionego z Piotrem II Medyceuszem Virginio Orsiniego, jednego z dowódców armii neapolitańskiej), w kwietniu 1493 roku zawarł sojusz z Mediolanem i Republiką Wenecką; początkowo aprobował też plan Ludovica Sforzy wezwania Karola VIII do Włoch. Ferdynand I poszedł jednak na kompromis z papieżem, zmuszając Virginio Orsiniego, by ten zapłacił Aleksandrowi za pozostawienie go w posiadaniu spornych zamków, oraz wydając Sancię, nieślubną córkę Alfonsa, syna Ferdynanda I i następcy tronu neapolitańskiego, za nieślubnego syna papieża, Jofré Borgię, i nadając Jofré księstwo Squillace; w zamian papież odwołał przysłane mu oddziały mediolańskie i weneckie, a także zawarł sojusz z Ferdynandem. Ferdynand I zmarł 25 stycznia 1494 roku; tron po nim objął jego syn Alfons, który wkrótce po wstąpieniu na tron odnowił sojusz z Aleksandrem VI. Niedługo potem do Rzymu przybyli wysłannicy Karola VIII, próbując uzyskać od papieża inwestyturę na Królestwo Neapolu dla króla Francji. Papież stwierdził, że jako senior Królestwa Neapolu to on powinien rozstrzygnąć, kto ma większe prawa do jego tronu i że Karol powinien zostawić tę kwestię jego osądowi; przestrzegł też Karola przed wszczynaniem wojny w celu dochodzenia swych praw do Neapolu.
Pierwsze oddziały francuskie przekroczyły Alpy w maju 1494 roku; działania wojenne rozpoczęły się już latem. Spodziewając się, że Francuzi uderzą na Neapol przez wschodnią część Półwyspu Apenińskiego, nowy król Neapolu Alfons II zdecydował się wysłać naprzeciw nim wojska pod dowództwem swego syna Ferdynanda. W połowie lipca dotarły one do Romanii, jednak okazały się zbyt słabe, by zagrozić Księstwu Mediolanu. Alfons wysłał też na północ swą flotę, by zagroziła podporządkowanej Mediolanowi Genui. W lipcu 1494 roku flota ta bezskutecznie podejmowała próby wysadzenia desantu na wybrzeżu liguryjskim, jednak po niepowodzeniu odpłynęła do Livorno, by pod koniec sierpnia powrócić na wody liguryjskie. Tym razem udało się jej wysadzić 4.000 żołnierzy na wybrzeżu i 5 września zająć Rapallo, jednak 8 września flota francuska zmusiła neapolitańską do odwrotu, a wojska neapolitańskie wysadzone w Rapallo zostały rozbite przez Francuzów i znajdujących się na ich służbie Szwajcarów.
Nieco wcześniej, pod koniec sierpnia 1494 roku, główne siły francuskie, liczące ponad 30 tysięcy żołnierzy pod dowództwem samego Karola VIII, przekroczyły Alpy i przez księstwo Sabaudii oraz należące do księcia Orleanu Ludwika Asti wkroczyły do Księstwa Mediolanu. Dopiero w drugiej połowie października Francuzi ruszyli dalej na południe, na Toskanię; tymczasem Ludovico Sforza, wykorzystując śmierć prawowitego władcy Mediolanu Gian Galeazzo, sam przyjął tytuł książęcy. Z kolei wojska neapolitańskie w Romanii, po zdobyciu przez operujące na tym terenie wojska francusko-mediolańskie Mordano, pod koniec października wycofały się do Ceseny, skąd miesiąc później rozpoczęły dalszy odwrót na południe.
Główne siły francuskie przekroczyły Apeniny i zaatakowały terytorium Florencji; choć rozpoczęte przez nie oblężenie Sarzany nie przynosiło rezultatów, przerażony atakiem Francuzów na swój kraj Piero di Lorenzo de’ Medici zgodził się na rokowania z Karolem VIII i wkrótce przyjął wszystkie warunki przeciwnika; w myśl podpisanego porozumienia zgodził się przepuścić Francuzów przez tereny florenckie, zapłacić im 200 tysięcy florenów okupu oraz oddać im twierdze w Sarzanie, Pietrasancie, Pizie i Livorno. Ta kapitulacja władcy Florencji rozjuszyła jednak lud florencki, który na początku listopada obalił Medyceusza i przywrócił republikę. Nie powstrzymało to marszu wojsk francuskich; Karol VIII, po przejściu przez Lukkę i Pizę (która, korzystając z osłony wojsk francuskich, ogłosiła niepodległość) wkroczył do Florencji 17 listopada 1494. Tu raz jeszcze musiał negocjować traktat z władzami florenckimi, gdyż nowa republika odrzuciła zawarte przez Medyceusza porozumienie z Francją. Ostatecznie Karol VIII zgodził się zmniejszyć wysokość okupu, jaki miała mu zapłacić Florencja, oraz obiecał, że zwróci zajęte twierdze, gdy tylko uda mu się podbić Neapol.
Pod koniec listopada Francuzi opuścili Florencję i przez Sienę ruszyli na Rzym. Papież Aleksander VI początkowo próbował stawiać opór Francuzom; nie mógł jednak liczyć na poparcie ludu rzymskiego czy potężnych stronnictw rzymskich, a sytuację pogarszały jeszcze jego niezdecydowane działania. Dowódcy papiescy Prospero i Fabrizio Colonna przeszli na stronę Francuzów i zajęli Ostię; Francuzi zajęli Civitavecchię; wreszcie też papieża zdradziła część Orsinich, ofiarowując Karolowi VIII swoją twierdzę Bracciano. Aleksander VI w obliczu tych niepowodzeń zdecydował się zaprzestać oporu i 31 grudnia 1494 wpuścił wojska Karola VIII do Rzymu. Część antypapieskiej opozycji, m.in. towarzyszący królowi Francji kardynał Giuliano della Rovere, proponowała Karolowi VIII, by korzystając z okazji zwołał sobór, który usunąłby Aleksandra VI z tronu; Walezjusz nie zdecydował się jednak na ten krok i zadowolił się zawarciem z papieżem układu, na mocy którego zyskał prawo przemarszu przez terytorium Państwa Kościelnego, twierdzę Civitavecchię i dwóch zakładników, w tym papieskiego syna Cezara (który zresztą wkrótce uciekł do Spoleto).

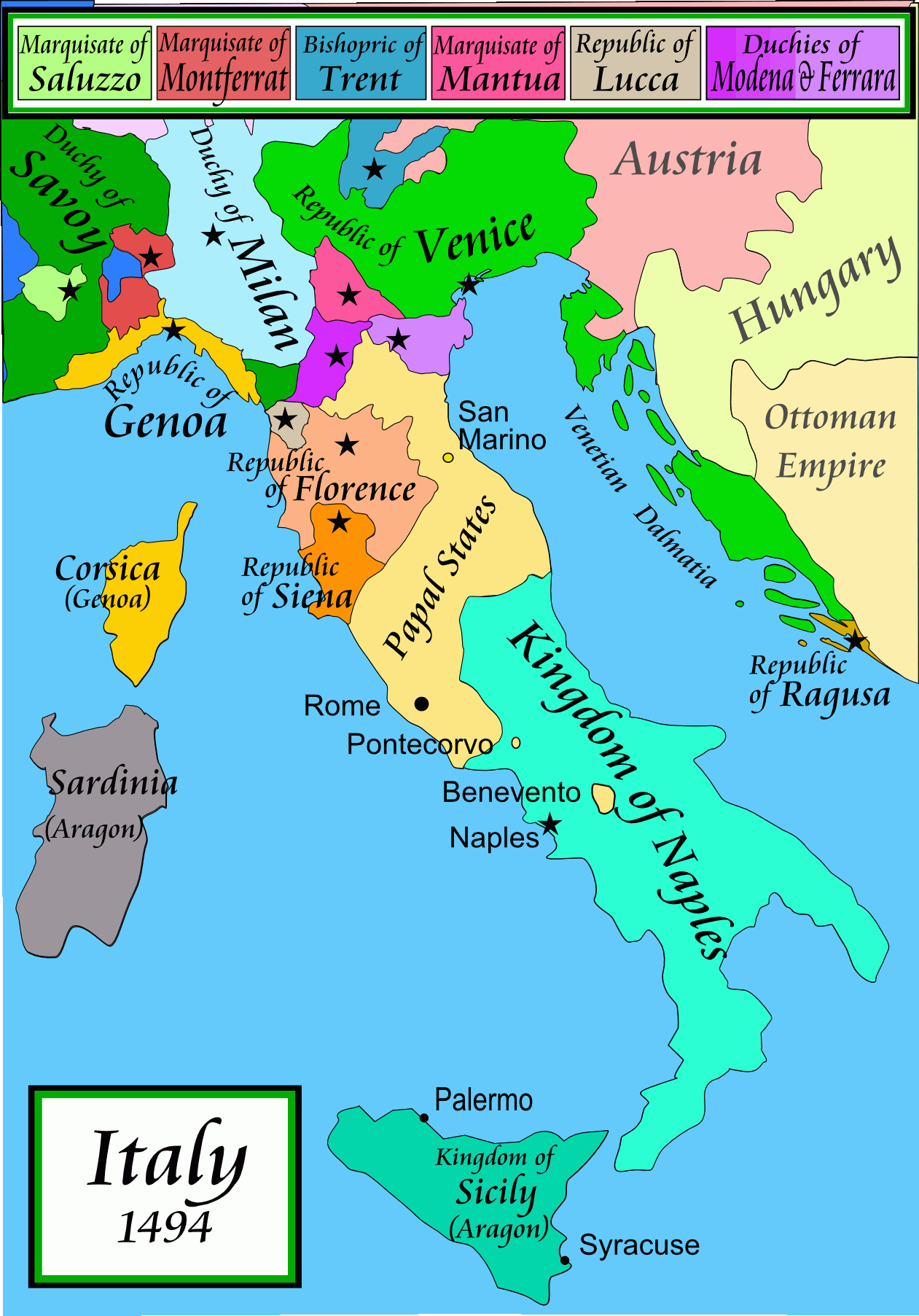
Włochy w roku 1494.

Pod koniec stycznia 1495 Karol VIII opuścił Rzym i ruszył dalej ku Neapolowi. Wojska francuskie przekroczyły granicę Królestwa Neapolu i wkroczyły do Abruzji, gdzie zajęły L’Aquila. Alfons II, przerażony inwazją, abdykował na rzecz swego syna Ferdynanda (panującego jako Ferdynand II) i uciekł z kraju. Nowemu królowi nie udało się jednak zorganizować obrony kraju. Francuzi po kilkugodzinnym bombardowaniu artyleryjskim zdobyli Monte San Giovanni, po czym ruszyli przeciw broniącym linii rzeki Liri Neapolitańczykom; ci jednak wycofali się ku Capui, umożliwiając Francuzom zdobycie Gaety. Ferdynand II musiał opuścić swe wojsko, by uśmierzyć niepokoje w Neapolu; pod jego nieobecność dowodzić wojskami neapolitańskimi miał Gian Giacomo Trivulzio. Ten jednak nawiązał rokowania z Karolem VIII i przeszedł na jego stronę, poddając mu Capuę i otwierając drogę na Neapol. Ferdynand II uciekł na Ischię, a 22 lutego 1495 Karol VIII wkroczył do Neapolu. Zamki Castel Nuovo i Castel dell’Ovo pozostawały jeszcze wówczas w rękach wojsk neapolitańskich, lecz i ich załogi do końca marca poddały się. W Neapolu Karol VIII koronował się na króla Neapolu, a także cesarza Bizancjum, do którego to tytułu – od upadku Konstantynopola w 1453 niemającego już realnego znaczenia – odkupił prawa od Andreasa Paleologa, bratanka cesarza Konstantyna XI; zaczął też planować krucjatę przeciwko Turkom w celu odbudowy Cesarstwa Bizantyjskiego pod swoim berłem.
Tymczasem błyskawiczne postępy wojsk francuskich przeraziły państewka włoskie, w tym dotychczas neutralną Wenecję, a nawet sprzymierzonego z Francuzami Ludovica Sforzę (ten ostatni miał dodatkowo za złe Francuzom, że nie zgodzili się oddać mu Sarzany i Pietrasanty); zdali sobie sprawę, że sukces Karola VIII może oznaczać francuską dominację we Włoszech i zagrożenie niepodległości wszystkich państewek włoskich. Także władcy mocarstw Zachodniej Europy – król Hiszpanii Ferdynand Aragoński i król rzymski Maksymilian I Habsburg – nie chcieli patrzeć bezczynnie na wzrost potęgi Francji. Ferdynand Aragoński wysłał na należącą do Hiszpanii Sycylię wojsko i flotę pod dowództwem Gonzalo Fernándeza de Córdoby, a Republika Wenecka zaczęła się zbroić, oficjalnie przeciwko Turkom. 31 marca 1495 doszło wreszcie do zawarcia antyfrancuskiej Ligi w Wenecji z udziałem papieża, Mediolanu, Republiki Weneckiej, Maksymiliana Habsburga i Hiszpanii. Z ważniejszych państw włoskich tylko Florencja nie przystąpiła do Ligi. Nad wojskami francuskimi w Neapolu zawisła groźba odcięcia od Francji.
Na szczęście dla Karola VIII pozostający w Asti książę Orleanu Ludwik szybko otrzymał posiłki z Francji, dzięki czemu mógł nie tylko bronić Asti przed wojskami Ligi, ale nawet w czerwcu 1495 wkroczyć na terytorium mediolańskie i zdobyć Novarę (tylko miasto – twierdza padła dopiero w lipcu); wiązał tym samym siły Ligi, głównie mediolańskie, i dawał Karolowi VIII czas na wycofanie się na północ. Karol VIII opuścił Neapol pod koniec maja, zostawiając zresztą w Królestwie Neapolu część wojsk do walki z Ferdynandem II, który wylądował w Kalabrii z wojskami hiszpańskimi, w celu odbicia swego państwa. Przechodząc przez Rzym (skąd na wiadomość o zbliżaniu się Francuzów uciekł do Orvieto Aleksander VI), Sienę i Pizę, król Francji dotarł do północnych Włoch. Tu rozdzielił swe siły, wysyłając część wojsk do operacji przeciwko występującej przeciw Francuzom Genui. Inny jego oddział zajął i złupił Pontremoli, otwierając głównej armii drogę ku Asti. Dalszą drogę zastąpiły jednak Francuzom wojska Ligi. 6 lipca 1495 pod Fornovo di Taro liczące ok. 10 tysięcy żołnierzy siły francuskie starły się z 3-krotnie liczniejszą armią Ligi. Włosi nie potrafili jednak wyzyskać swej przewagi liczebnej i duża część ich wojsk nie weszła do walki; choć udało im się zagarnąć większość francuskich taborów (z ogromnymi łupami zdobytymi przez Francuzów podczas kampanii), nie udało im się zniszczyć czy unieruchomić armii francuskiej. Dzięki temu Karol VIII po bitwie mógł kontynuować swój marsz na północ i w połowie lipca dotrzeć wreszcie do Asti.
Tu monarcha francuski dowiedział się, jak poważna jest sytuacja jego wojsk w północnych Włoszech. Jeszcze przed bitwą pod Fornovo niewielka flota francuska przewożąca łupy z Neapolu została rozbita pod Rapallo przez flotę genueńską; kampania przeciwko Genui zakończyła się fiaskiem; wreszcie Novara była oblegana przez główne siły mediolańskie, do których po bitwie pod Fornovo dołączyła reszta armii Ligi. Karol nie zdecydował się ruszyć Novarze na pomoc, uznając, że nie ma na to wystarczających sił; zaciągał Szwajcarów, by wzmocnić swoją armię, równocześnie jednak nawiązał rokowania pokojowe z Ligą. Pod koniec września na honorowych warunkach opuścił Novarę jej francuski garnizon; wkrótce potem jednak do obozu francuskiego przybyło ok. 20 tysięcy szwajcarskich najemników. Obie strony nie były już zainteresowane przedłużaniem działań wojennych; w październiku Karol VIII zawarł pokój z Mediolanem w Vercelli, po czym ze swą armią powrócił do Francji.
Działania wojenne zostały przerwane na północy Włoch, lecz wciąż trwały w Królestwie Neapolu. Pod koniec czerwca 1495 Francuzi (przy pomocy szwajcarskich najemników) pokonali tam wojska hiszpańsko-neapolitańskie w bitwie pod Seminarą. Nie poprawiło to jednak znacząco ich sytuacji na tym teatrze działań wojennych; na początku lipca Ferdynand II przy pomocy swej floty i dzięki wsparciu mieszkańców miasta opanował miasto Neapol. Francuski wicekról Neapolu, Gilbert de Bourbon-Montpensier, wycofał swe wojska do zamków neapolitańskich; po kilkumiesięcznym oblężeniu wraz z częścią wojsk opuścił jednak Neapol i uciekł do Salerno. Do lutego 1496 francuskie garnizony zamków Castel Nuovo i Castel dell’Ovo poddały się Ferdynandowi II. Siły neapolitańskie i hiszpańskie stopniowo ograniczały obszar kontrolowany przez Francuzów. W lipcu 1496 główne siły francuskie w Królestwie Neapolu skapitulowały w Atelli; wkrótce potem zmarł król Neapolu Ferdynand II, a władzę w królestwie przejął jego wuj, panujący jako Fryderyk IV. Już za jego panowania padł ostatni francuski punkt oporu w jego królestwie – Gaeta (19 listopada 1496). W marcu 1497 hiszpańskie wojska Córdoby pomogły papieżowi Aleksandrowi VI odzyskać Ostię.
W 1496 działania wojenne toczyły się też na pograniczu francusko-hiszpańskim w Pirenejach. Hiszpanie organizowali wypady na Langwedocję, pustosząc tereny od granicy aż do Carcassonne i Narbonne. W odwecie Francuzi zaatakowali hiszpański Roussillon, zdobywając twierdzę Salses; jednak w październiku 1496 rozejm przerwał działania wojenne w Pirenejach. Ostateczny pokój między Francją a Hiszpanią zawarto jednak dopiero po śmierci Karola VIII, 5 sierpnia 1498.
Wojna przyniosła tylko niewielkie zmiany terytorialne w Italii; Wenecja w zamian za pomoc dla Ferdynanda II zajęła kilka portów w Apulii, sąsiedzi Florencji wykorzystując jej słabość odebrali jej kilka twierdz, a Piza ogłosiła niepodległość, co stało się przyczyną jej wieloletniej wojny z Florencją. Francji wyprawa włoska Karola VIII przyniosła tylko straty; nie zniechęciło to jednak króla francuskiego, który wkrótce zaczął planować nową wyprawę do Włoch. Przygotowując się do niej zawarł w 1496 porozumienie z kantonami szwajcarskimi, a w 1497 rozpoczął w tej sprawie negocjacje z Hiszpanią, licząc, że uda mu się podbić Neapol w porozumieniu z nią. Nagła śmierć Karola VIII w 1498 przerwała te plany. Wcześniej jednak przerażone groźbą nowej inwazji państwa włoskie próbowały porozumiewać się z Maksymilianem Habsburgiem, wzywając go do przybycia do Włoch i odebrania Francuzom Asti. Jesienią 1496 Maksymilian wkroczył nawet na czele niewielkiej armii do Włoch; zaatakował terytorium wciąż sprzyjającej Francji Florencji, oblegając Livorno. Jednak flota francuska dostarczała zaopatrzenie dla Livorno, a deszcze i zimno pogarszały sytuację oblegających; ostatecznie Maksymilian rozpoczął odwrót i w grudniu dotarł ze swą armią do mediolańskiej Pawii, po czym wycofał się za Alpy.

### Skutki terytorialne dla poszczególnych krajów
- Republika Wenecka przejmuje od Królestwa Neapolu Brindisi, Otranto, Monopoli i Trani.
- Genua zajmuje florencką Sarzanę
- Lukka zajmuje florencką Pietrasantę
- Piza odrywa się od Florencji i ogłasza niepodległość

## 1499–1504: Wojna o Mediolan i Neapol

### Strony konfliktu
- Królestwo Francji,  Republika Wenecka,  Hiszpania (do 1502)
- Mediolan, Neapol, Hiszpania (od 1502)

### Przebieg

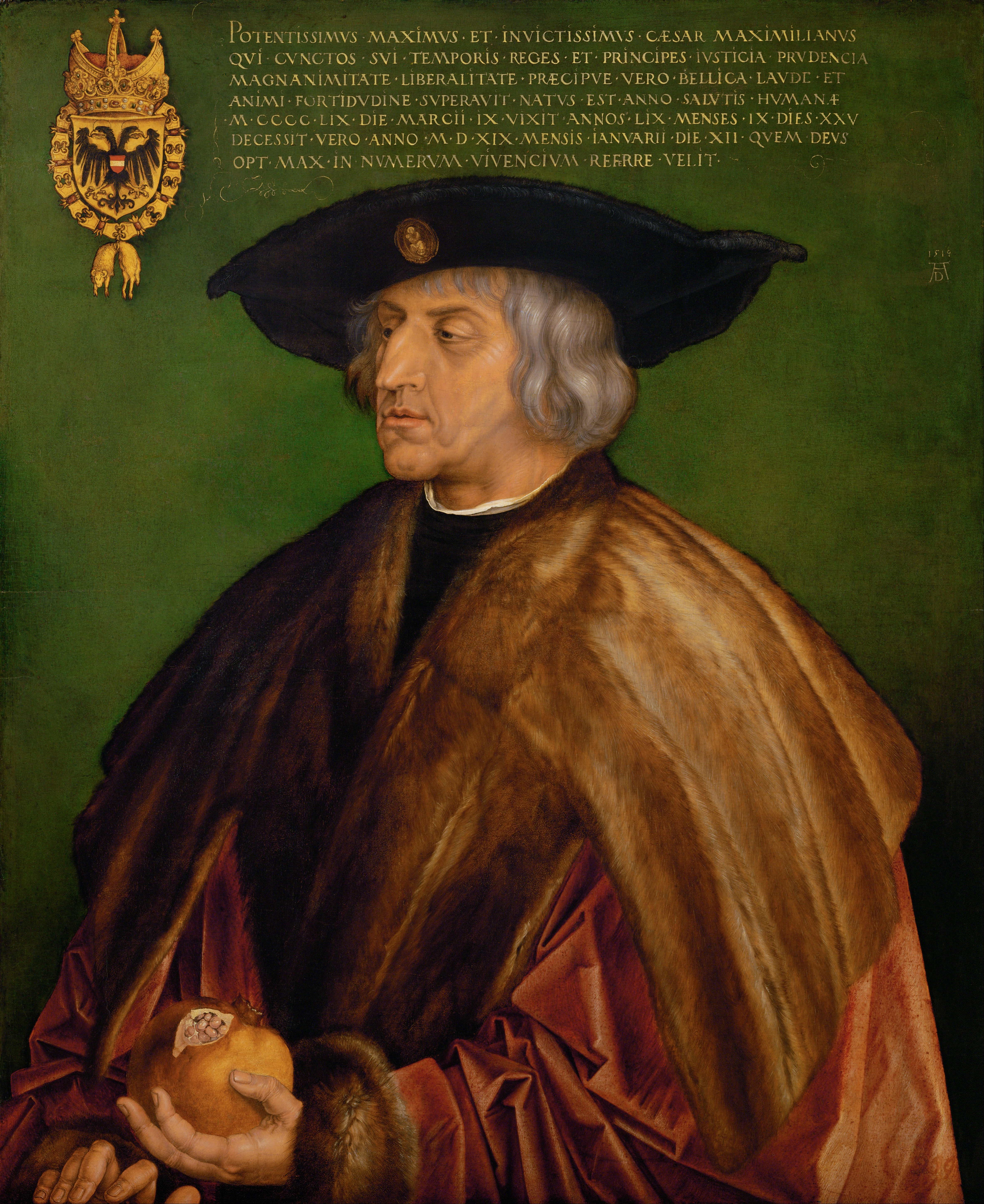
Cesarz Maksymilian I

Karol VIII nie zostawił męskiego potomka, więc tron Francji objął jego daleki kuzyn – książę Orleanu Ludwik, panujący odtąd jako Ludwik XII. Nowy monarcha odziedziczył po swym poprzedniku roszczenia do Neapolu, wkrótce jednak podniósł też własne roszczenia do innego terytorium włoskiego: Księstwa Mediolanu. Ludwik był wnukiem Walentyny z Viscontich, córki księcia Mediolanu Gian Galeazzo Viscontiego; Walezjusze z linii orleańskiej twierdzili, że po wymarciu panującej w Mediolanie dynastii Viscontich w 1447 to oni odziedziczyli prawa do księstwa i z tego tytułu wysuwali do niego roszczenia. Do tego dochodziło jeszcze świeże wspomnienie zdrady Ludovica Sforzy podczas wojny włoskiej Karola VIII; gdy więc Ludwik mógł już dysponować całą potęgą militarną Francji, niezwłocznie zwrócił się przeciwko Sforzy.
Przygotowując się do wojny, Ludwik XII starał się zapewnić sobie jak najkorzystniejszą sytuację międzynarodową. Zawarł traktaty z Anglią, Hiszpanią i władcą Niderlandów Filipem, zabezpieczając się od ich ataku; porozumiał się z kantonami szwajcarskimi, zapewniając sobie możliwość zaciągu najemników; wreszcie przeciągnął też na swą stronę Republikę Wenecką i papieża. Republice obiecał Cremonę i ziemie mediolańskie na wschód od rzeki Addy, Aleksandrowi VI – małżeństwo Cezara Borgii z Charlottą d’Albert, siostrą króla Nawarry Jana III, przyznanie Cezarowi księstwa Valentinois w Delfinacie oraz pomoc wojsk francuskich w podporządkowaniu władzy papieskiej licznych państewek w Romanii, formalnie będących pod zwierzchnictwem papieża, lecz w praktyce niemal zupełnie niezależnych. Papież w zamian nie tylko poparł plany wojenne Ludwika XII, ale dodatkowo unieważnił jego małżeństwo z Joanną de Valois, dzięki czemu król Francji mógł ożenić się z księżną Bretanii Anną.
Ludovico Sforza wiosną i latem 1499 starał się przygotować swój kraj do obrony przed wrogim najazdem; próbował też zapewnić sobie pomoc wojskową Maksymiliana Habsburga, ten jednak był zbyt zaangażowany w wojnę ze Szwajcarami by wesprzeć księcia Mediolanu. Król Neapolu również nie był w stanie pomóc Ludovicowi; zdesperowany Sforza posunął się aż do wezwania na pomoc Turków. Bajazyd II w 1499 rozpoczął nawet wojnę z Wenecją; wojna ta trwała do 1503 i przyniosła Turcji zdobycze terytorialne kosztem Republiki, nie poprawiła jednak sytuacji księcia Mediolanu. W lipcu 1499 wojska francuskie przekroczyły Alpy, a na początku sierpnia skoncentrowały się wokół Asti. Pod dowództwem Gian Giacomo Trivulzia Francuzi ruszyli na zachód, zajęli Valenzę i Tortonę, a 25 sierpnia podeszli pod Alessandrię. Broniący miasta Galeazzo San Severino musiał stawić czoła przeważającemu liczebnie przeciwnikowi, nie będąc pewnym wierności swych żołnierzy; po kilku dniach uciekł, zostawiając swe wojska na pastwę Francuzów. Ci, zająwszy Alessandrię, ruszyli dalej na wschód. Gdy na dodatek dowodzący wojskami mediolańskimi broniącymi wschodniej granicy Księstwa przed Wenecjanami markiz Mantui Franciszek II Gonzaga zaproponował Ludwikowi XII swoje usługi, dalsza obrona Mediolanu stała się niemożliwa. 2 września Ludovico Sforza opuścił Mediolan i uciekł do Tyrolu. Zostawił jedynie garnizon w zamku mediolańskim pod dowództwem Bernardina da Corte; ten jednak wkrótce zdradził, sprzedając zamek Francuzom. Ostatecznie Francuzi obsadzili cały obszar Księstwa Mediolanu na zachód od Addy, zaś tereny na wschód od tej rzeki zajęła Wenecja; zwierzchnictwo króla Francji uznała też Genua. 6 października 1499 Ludwik XII odbył triumfalny wjazd do Mediolanu.
Król Francji spędził w Mediolanie miesiąc; na początku listopada 1499 wyruszył z powrotem do Francji, zabierając ze sobą pierworodnego syna Gian Galeazza Sforzy, Francesco, oraz pozostawiając Gian Giacomo Trivulzio jako głównodowodzącego wojskami francuskimi w Mediolanie. Część wojsk Ludwika XII, zgodnie z umową z Aleksandrem VI, ruszyła teraz do Romanii, by pomóc Cezarowi Borgii złamać opór tamtejszych państewek. Przy pomocy króla Francji papież planował wykroić w Romanii państwo dla swojego syna, które mogłoby stać się podstawą potęgi rodu Borgiów. Siły Cezara i Francuzów jeszcze pod koniec 1499 zdobyły Imolę, a 12 stycznia 1500 – Forlì. Cezar planował teraz atak na Pesaro, lecz wspomagające go wojska francuskie opuściły jego obóz i ruszyły ku Lombardii, zmuszając Borgię do chwilowego przerwania kampanii.
Powodem wymarszu Francuzów na północ było niespodziewanie zagrożenie dla ich panowania w Księstwie Mediolanu. Ludność Księstwa szybko zraziła się do najeźdźców, którzy utrudniali rozwój handlu i nakładali wysokie podatki dla utrzymania armii okupacyjnej, która z kolei bez skrupułów grabiła ludność cywilną. Niezadowolenie swych byłych poddanych postanowił wykorzystać Ludovico Sforza, decydując się na próbę odbicia swego księstwa. Tym razem uzyskał pomoc Maksymiliana Habsburga, który zakończył już wojnę ze Szwajcarami; Sforza zaciągnął też dużą liczbę najemników szwajcarskich. Ostatecznie, z armią 20 tys. żołnierzy, Sforza uderzył na Księstwo w styczniu 1500. Gdy do tego na terenach księstwa, na wieść o zbliżaniu się Ludovica, zaczęły wybuchać powstania przeciwko Francuzom, ci zostali zmuszeni do odwrotu. 3 lutego 1500 Trivulzio ewakuował Mediolan, zostawiając tylko załogę w zamku mediolańskim; 2 dni później do miasta wkroczył sam Ludovico Sforza. Nie udało mu się jednak uniemożliwić wojskom Trivulzia wycofania się do Novary i Mortary, ani połączenia się tam z wojskami francuskimi idącymi z Romanii; niepowodzeniem zakończyły się też próby odbicia z rąk Francuzów zamku mediolańskiego. Ludovico ruszył więc ze swą armią na zachód; przez Pawię dotarł do Vigevano, które zdobył, po czym obległ Francuzów w Novarze; ta poddała mu się pod koniec marca. Jednak w Mortarze Francuzi stopniowo przygotowywali się do kontrataku; wkrótce dotarły do nich posiłki z Francji, a na początku kwietnia także najemnicy szwajcarscy. Wtedy Francuzi zdecydowali się ruszyć przeciwko wojskom mediolańskim. Sforza wzywał na pomoc Franciszka Gonzagę, który powrócił na jego służby – ten jednak, przewidując rychły koniec księcia Mediolanu i nie chcąc narazić się na gniew Francji i Wenecjan, ograniczył się do wysłania mu na pomoc małego oddziału wojska. 8 kwietnia 1500 Ludovico zdecydował się stoczyć bitwę z wojskami francuskimi pod Novarą; gdy jednak Szwajcarzy na jego służbie odmówili walki z rodakami walczącymi po stronie Francuzów, dalszy opór stał się niemożliwy. 10 kwietnia Sforza został wzięty do niewoli; wkrótce potem został przewieziony do zamku w Loches, gdzie zmarł w 1508. Władza Ludwika XII w Księstwie Mediolanu została przywrócona. Szwajcarzy, jako zapłatę za pomoc w pokonaniu Sforzy, w 1500 zajęli Bellinzonę.
Teraz, gdy francuskie rządy w Księstwie Mediolanu nie były zagrożone, Ludwik XII mógł zacząć planować podbój Królestwa Neapolu. Powrócił do idei ataku na ten kraj w porozumieniu z Hiszpanią i w listopadzie 1500 zawarł z Ferdynandem Aragońskim traktat w Grenadzie, przewidujący podział Neapolu; południową część kraju, z Apulią i Kalabrią, zająć miał Ferdynand Aragoński, północną, z Kampanią, Abruzją i samym miastem Neapol, zagarnąć miał Ludwik XII. Król Francji uzyskał też wsparcie Aleksandra VI; król Neapolu Fryderyk daremnie starał się przeciągnąć papieża na swą stronę, grożąc nawet wezwaniem Turków na pomoc – dał tylko najeźdźcom propagandowy pretekst do ataku na swoje królestwo. Nie znając treści traktatu z Grenady, Fryderyk liczył, że przybyłe na Sycylię wojska hiszpańskie pod dowództwem Gonzalo Fernándeza de Córdoby pomogą mu odeprzeć francuski najazd; Ferdynand Aragoński nie wyprowadzał go z błędu. W maju 1501 wojska francuskie skoncentrowały się w Księstwie Mediolanu, po czym ruszyły na południe, docierając w lipcu do Capui. Neapolitańczycy próbowali tu organizować obronę, lecz Francuzom szybko udało się złamać ich opór i zdobyć miasto. Hiszpanie wylądowali w Kalabrii; Fryderyk, myśląc, że przybywają mu z odsieczą sam wpuścił ich do twierdz. Gdy zorientował się, że Francja i Hiszpania sprzymierzyły się przeciwko niemu, dalsza obrona królestwa była już niemożliwa. 2 sierpnia Fryderyk uciekł na Ischię; 2 dni później Francuzi obsadzili zamki w Neapolu. Na południu Córdoba nie napotykając większego oporu zajął przypadającą Ferdynandowi Aragońskiemu część Królestwa Neapolu. Jedynie Tarent stawił zaciekły opór Hiszpanom; padł dopiero w marcu 1502. Król Fryderyk ostatecznie zdecydował się na porozumienie z Ludwikiem XII, zrzekając się na jego korzyść korony neapolitańskiej i udając się na wygnanie do Francji.
Bardzo szybko jednak między Francją a Hiszpanią zaczęły wybuchać spory o dokładny podział Królestwa Neapolu. Traktat w Grenadzie wprost przydzielał niektóre części Królestwa poszczególnym najeźdźcom, lecz nie wspominał o przynależności innych prowincji, jak Basilicata czy Capitanata. Szczególnie kwestia przynależności tej ostatniej okazała się trudna do rozwiązania; miała ona silne powiązania gospodarcze z kontrolowaną przez Francuzów Abruzją, a z drugiej strony Hiszpanie uważali ją za część przynależnej im Apulii. Spory graniczne narastały i w lipcu 1502 doprowadziły do wybuchu otwartej wojny między Francją a Hiszpanią. W pierwszej fazie wojny Francuzi, wzmocnieni świeżo przybyłymi posiłkami, zyskali przewagę nad dowodzonymi przez Córdobę Hiszpanami; jeszcze latem zdobyli Cerignolę i Canosę. Córdoba wycofał się do Barletty, utrzymując też Tarent; na jego szczęście, dowódcy francuscy nie potrafili wykorzystać okazji do zniszczenia słabszego przeciwnika. Wprawdzie idące na odsiecz Córdobie wojska hiszpańskie pod koniec 1502 zostały pokonane przez Francuzów w bitwie pod Terranovą w Kalabrii, lecz na początku 1503 flota hiszpańska zaskoczyła słabszą flotę francuską w porcie Otranto, zmuszając Francuzów do zatopienia statków, aby nie wpadły w ręce wroga; sukces ten zapewnił dostawy zaopatrzenia do Barletty drogą morską. Córdoba, wykorzystując bierność Francuzów, prowadził częste wypady przeciwko nim; w lutym 1503 podczas jednego z takich wypadów udało mu się nawet zająć Ruvo. W marcu do Reggio przybyły posiłki z Hiszpanii, wiążąc część sił francuskich w Kalabrii; w kwietniu do Barletty przybyli żołnierze z Niemiec przysłani na pomoc przez Maksymiliana Habsburga. Pod koniec kwietnia Córdoba mógł się już zdecydować na większą ofensywę; ze swą armią opuścił Barlettę i zajął Cerignolę. Francuzi pod dowództwem księcia de Nemours ruszyli mu naprzeciw. 28 kwietnia 1503 doszło do bitwy pod Cerignolą; atak Francuzów i walczących po ich stronie Szwajcarów na hiszpańskie umocnienia zakończył się ich całkowitą klęską, w toku bitwy zginął sam de Nemours. Ponieważ wcześniej, 21 kwietnia 1503 r, inna armia francuska poniosła klęskę pod Seminarą w Kalabrii, Córdoba mógł teraz ruszyć wprost na Neapol; wkroczył do niego w połowie maja. Francuzi utrzymali w stolicy królestwa tylko zamki, które zresztą dzięki działaniom hiszpańskiego inżyniera Pedro Navarro wkrótce również wpadły w ręce Córdoby; włoski kondotier na służbie hiszpańskiej, Prospero Colonna, zajął Abruzję. Francuzom udało się jednak utrzymać Gaetę, a nawet drogą morską wysłać do niej posiłki z Genui; dalej na południe francuskie oddziały ocalałe z bitwy pod Cerignolą trzymały Venosę.
Po utracie Neapolu Ludwik XII wysłał przeciwko Hiszpanom trzy nowe armie; dwie z nich zajęły pozycje na granicy z Hiszpanią w Pirenejach. Jedna z nich, pod dowództwem Alaina d’Albret, miała uderzyć w zachodnich Pirenejach na hiszpańską Fuenterrabíę. Ferdynand Aragoński zapewnił sobie jednak przyjazne stosunki z synem Alaina d’Albreta, królem Nawarry Janem III, którego posiadłości sąsiadowały z planowaną trasą marszu wojsk d’Albreta; w rezultacie ten ostatni w ogóle nie zaatakował terytorium hiszpańskiego. Druga armia zaatakowała we wrześniu Roussillon, oblegając Salses 16 września. Francuzom nie udało się jednak zdobyć twierdzy, a co gorsza dla nich w październiku wojska hiszpańskie pod dowództwem samego Ferdynanda Aragońskiego ruszyły jej na odsiecz. Gdy 19 października Ferdynand dotarł do Perpignan, Francuzi rozpoczęli odwrót; Ferdynand wkroczył za nimi na terytorium Francji, obsadzając kilka pogranicznych miejscowości i docierając pod Narbonne, po czym zawrócił z łupami, porzucając zajęte miasta.
Trzecia armia, dowodzona przez Ludwika de la Trémoille, wzmocniona kontyngentami Florencji, Ferrary, Bolonii i Mantui, w sierpniu ruszyła na południe Włoch w celu odbicia Neapolu. Papież Aleksander VI i Cezar Borgia starali się w tym okresie lawirować między walczącymi mocarstwami; ich działania przerwała śmierć papieża 18 sierpnia. Wojska francuskie zamiast na Neapol ruszyły teraz w pobliże Rzymu, zatrzymując się dopiero w Nepi; ich obecność miała wywrzeć wpływ na kardynałów, aby na nowego papieża wybrali kandydata francuskiego – kardynała d’Amboise. Także Córdoba wysłał część wojsk pod dowództwem Mendozy i Fabrizio Colonnów w pobliże Rzymu, by obserwowali ruchy Francuzów. Poddani takiej presji kardynałowie zdecydowali się na rozwiązanie tymczasowe, wybierając starego i schorowanego Francesco Todeschini-Piccolominiego. Zdawano sobie sprawę, że nie będzie to długi pontyfikat; w istocie Piccolomini, jako Pius III, był papieżem tylko przez miesiąc. Po jego wyborze wojska francuskie – pod dowództwem będącego znów na służbie Ludwika XII markiza Mantui Franciszka Gonzagi, zastępującego chorego Trémoille – ruszyły dalej na południe. Dzięki temu po śmierci Piusa III kardynałowie zyskali większą swobodę na następnym konklawe; tym razem wybrali kardynała Giuliano della Rovere, który przybrał imię Juliusza II.
Gdy wojska francuskie pozostawały w pobliżu Rzymu, Hiszpanie pod dowództwem Córdoby oblegali Gaetę; jednak poniesione straty i bezskuteczność oblężenia zmusiły ich ostatecznie do wycofania się do odległego o kilka kilometrów Castellone (dziś część Formii). Z początku Córdoba przygotowywał się do powrotu pod Gaetę, gdy jednak dowiedział się, że po wyborze Piusa III Francuzi przekroczyli Tyber i ruszyli na południe, 6 października opuścił ze swą armią Castellone i wycofał się na łatwiejszą do obrony linię rzeki Garigliano. Francuzi początkowo maszerowali na południe wzdłuż Via Latina, lecz wkrótce natrafili tu na wojska Córdoby, kontrolujące San Germano, Aquino i Roccaseccę; francuski atak na Roccaseccę został odparty, a nieustanny deszcz i problemy ze zdobyciem żywności utrudniały dalszy marsz. Franciszek Gonzaga postanowił więc zmienić trasę marszu i wzdłuż prawego brzegu rzeki Garigliano ruszył ku Via Appia. Na początku listopada Francuzi podjęli próbę przekroczenia Garigliano, zostali jednak odparci przez wojska hiszpańskie; obie armie zajęły teraz pozycje po przeciwnych stronach rzeki, pozostając na nich przez prawie 2 miesiące. Obu armiom brakowało żywności i pieniędzy, musiały też zmagać się z deszczem i zimnem. O ile jednak Córdobie udawało się utrzymać dyscyplinę w swej armii, o tyle nie udawało się to markizowi Mantui i pomagającemu mu markizowi Saluzzo; nie cieszyli się oni szacunkiem wśród podległych im oficerów i żołnierzy francuskich. Francuzi zaczęli się też rozpraszać w poszukiwaniu żywności. Córdoba wykorzystał to rozprężenie; w ostatnich dniach grudnia przygotowywał swą armię do bitwy i 29 grudnia przekroczył Garigliano, atakując niczego niespodziewających się Francuzów. Bitwa pod Garigliano zakończyła się całkowitą klęską wojsk francuskich; ich niedobitki wycofały się do Gaety, gdzie skapitulowały 1 stycznia 1504. Wówczas garnizon Venosy pod dowództwem Ludwika d’Ars, nie mogąc już liczyć na odsiecz, porzucił tę twierdzę i przedostał się do Francji. Ferdynand Aragoński, będący teraz panem całego Królestwa Neapolu (nie licząc kilku portów nad Morzem Adriatyckim, które od czasów najazdu Karola VIII zajmowała Wenecja), mianował Córdobę pierwszym wicekrólem Neapolu; przyznał mu też honorowy tytuł El Gran Capitán – „Wielkiego Kapitana”.
Te klęski skłoniły Ludwika XII do zaprzestania działań wojennych; na początku 1504 król Francji zawarł w Lyonie rozejm z Ferdynandem Aragońskim, na mocy którego Hiszpania zatrzymywała Królestwo Neapolu, a Francja – Księstwo Mediolanu (nie zrzekając się zresztą praw do Neapolu). Relacje między Francją a Hiszpanią poprawiły się w 1505 r, gdy Ferdynand Aragoński, po śmierci swej żony, królowej Kastylii Izabeli I, ożenił się z kuzynką Ludwika XII, Germaine de Foix. Król Francji przelał wówczas swe prawa do Królestwa Neapolu na Germaine, uznając je za jej posag. Ferdynand Aragoński w zamian zobowiązał się zwrócić Królestwo Neapolu Francji, gdyby jego małżeństwo z Germaine okazało się bezdzietne; nie miał jednak zamiaru dotrzymywać tego przyrzeczenia. W czerwcu 1507 obaj monarchowie spotkali się nawet w Savonie.
W cieniu tej wojny dokonał się upadek Cezara Borgii. Od jesieni 1500 wznowił on działania wojenne, rozbudowując własne państwo w Romanii i Marche. Szybko zajął Pesaro, Rimini i Faenzę, następnie także Piombino, Camerino, księstwo Urbino i Senigallię; wciąż walcząca z Florencją Piza oddała mu się pod opiekę. Borgia zaczął teraz planować rozprawę z Bolonią i Florencją; jednak śmierć Aleksandra VI, pozbawiając go wsparcia z Rzymu, przerwała te plany. Co gorsza, kardynał Giuliano della Rovere był zaciekłym wrogiem Borgiów i po zostaniu papieżem błyskawicznie zwrócił się przeciwko Cezarowi. Borgia szybko stracił wszystkie swe posiadłości; niektóre, jak Imola czy Forlì, zostały włączone bezpośrednio do posiadłości papieskich, inne, jak Pesaro, Piombino czy księstwo Urbino, zwrócono ich dawnym władcom. Korzystając z okazji do Romanii wkroczyły wojska Wenecji, zajmując Rimini i Faenzę. W połączeniu z zajmowaną już od dziesięcioleci Rawenną dawało to Republice Weneckiej silną pozycję w Romanii; zarazem jednak ściągało na nią nieuchronny konflikt z Juliuszem II.

### Skutki terytorialne dla poszczególnych krajów
- Francja zajmuje większą część Księstwa Mediolanu.
- Szwajcarzy zajmują Bellinzonę.
- Republika Wenecka zajmuje Cremonę.
- Hiszpania zajmuje Królestwo Neapolu (bez kilku portów zajmowanych przez Wenecjan).

## Wojny we Włoszech w latach 1504–1508
Po wyparciu Francuzów z Królestwa Neapolu na kilka lat między zachodnioeuropejskimi mocarstwami zapanował pokój. We Włoszech nie było w tym czasie wojen na wielką skalę, doszło jednak do kilku mniejszych konfliktów zbrojnych. Ciągle trwała jeszcze wojna walczącej o swą niepodległość Pizy z próbującą odzyskać kontrolę nad tym miastem Florencją. W czasie jej trwania włoski kondotier Bartolomeo d’Alviano, wówczas na służbie hiszpańskiej, zaatakował terytorium Florencji, próbując nie tylko pomóc Pizie, ale i przywrócić władzę Medyceuszy we Florencji; jednak 17 sierpnia 1505 wojska florenckie dowodzone przez Ercole Bentivoglio i Antonio Giacominiego zadały mu klęskę w bitwie pod San Vincenzo. Ostatecznie wojska florenckie zdobyły Pizę w 1509 roku.
Działania wojenne prowadził też papież Juliusz II. Ten zaciekły wróg Aleksandra VI i całego rodu Borgiów, w dużym stopniu kontynuował jego politykę podporządkowywania władzy papieskiej quasi-niezależnych państewek na obszarze Państwa Kościelnego. Po zlikwidowaniu państwa Cezara Borgii zaczął przygotowywać się do rozprawy z Perugią i Bolonią. Udało mu się nawet pozyskać do współpracy Ludwika XII, choć Bolonia dotąd była pod protekcją króla Francji; papież dokonał tego, obiecując współpracownikowi Ludwika, kardynałowi d’Amboise, że mianuje jego krewnych kardynałami. W sierpniu papież na czele swych wojsk opuścił Rzym i ruszył na rządzoną przez Baglionów Perugię; Baglionowie nie próbowali nawet stawiać oporu i 13 września otworzyli przed papieżem bramy miasta. Uporządkowawszy sprawy miasta, Juliusz II ruszył dalej na północ, w celu zdobycia Bolonii, po drodze (7 października) ekskomunikując rządzącego nią Giovanniego Bentivoglio. Bentivoglio liczył początkowo na pomoc króla Francji; gdy jednak dowiedział się, że ten sprzymierzył się z papieżem i wysłał wojska, by pomóc mu w zdobyciu Bolonii, nie mógł się dłużej bronić. Uciekł więc z miasta i poddał się Francuzom, zaś Bolonia otworzyła bramy przed wojskami Juliusza II.
Podporządkowawszy sobie Perugię i Bolonię, Juliusz II mógł skupić się na przygotowaniach do wojny z Wenecją. Papież pragnął podporządkować swej władzy całą Romanię, a to wymagało odebrania Wenecjanom ich posiadłości na tym terenie – Faenzy, Rimini, Rawenny i Cervii. Jego żądania zwrotu tych miast zostały odrzucone przez wenecki Senat, co skłoniło papieża do rozpoczęcia przygotowań do wojny z Wenecją. Juliusz II był jednak za słaby, by samotnie rozpoczynać wojnę z Republiką Św. Marka; stąd w tym okresie dyplomacja papieska pracowała nad utworzeniem skierowanej przeciw Republice koalicji z udziałem zachodnioeuropejskich mocarstw.

## Wojna Ligi z Cambrai przeciwko Wenecji (1508–1510)

### Strony konfliktu
- Republika Wenecka
- Państwo Kościelne,  Królestwo Francji,  Hiszpania, Austria, Ferrara, Mantua, Sabaudia

### Przebieg

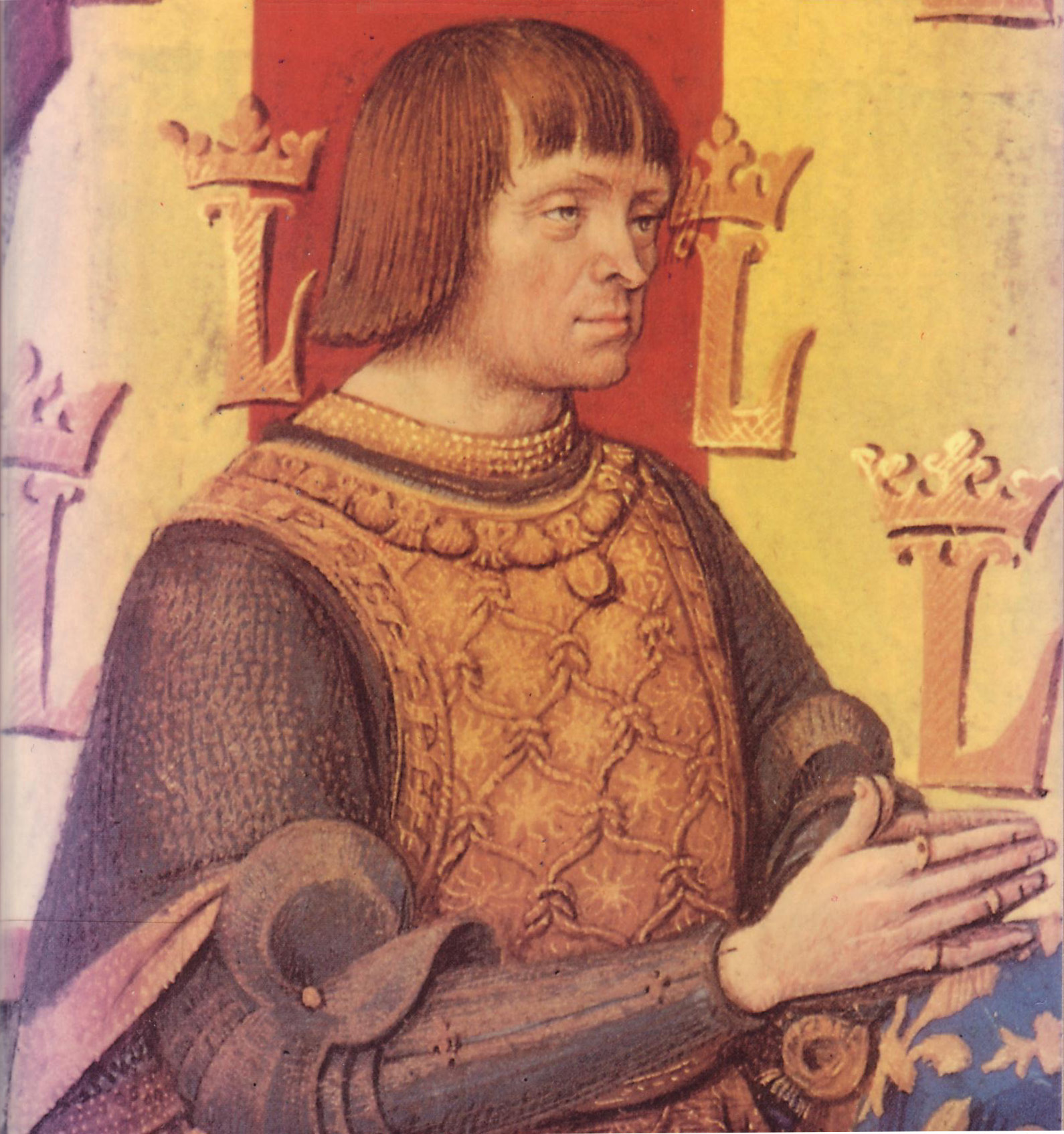
Ludwik XII Walezjusz

Okazję do zbrojnej rozprawy z Wenecją dał papieżowi konflikt Republiki z Maksymilianem Habsburgiem. Maksymilian, dotąd noszący jedynie tytuł króla rzymskiego, w 1507 rozpoczął przygotowania do wyprawy na czele swych wojsk do Rzymu, gdzie mógłby zostać koronowany na cesarza Świętego Cesarstwa Rzymskiego. Dotarcie do Rzymu wymagało jednak przejścia przez terytoria weneckie, a władze Republiki odmówiły wojskom Maksymiliana prawa do przemarszu przez swoje ziemie. Dla Habsburga, któremu marzyło się poszerzenie dostępu do Adriatyku oraz odebranie Wenecji ziem, które kiedyś wchodziły w skład Cesarstwa, ta odmowa była doskonałym pretekstem do wojny. W lutym 1508 Maksymilian, przybrawszy tytuł „wybranego cesarza rzymskiego”, zaatakował terytorium Wenecji. Jednak wojna nie potoczyła się po myśli Habsburga; Francja (na razie) nie wystąpiła przeciw swemu weneckiemu sojusznikowi, a wojska cesarskie zostały wyparte poza granice Republiki. Co gorsza dla Maksymiliana, wojska weneckie, dowodzone przez Bartolomeo d’Alviano (który zdążył przejść ze służby hiszpańskiej na wenecką) przeszły do kontrofensywy, zdobywając – wchodzące w skład dziedzicznych posiadłości Maksymiliana – Pordenone, Gorycję i Triest. Pokonany Maksymilian w czerwcu 1508 zawarł trzyletni rozejm z Wenecją, pozostawiając w jej władaniu miasta zajęte w toku wojny; cesarz został tym samym odcięty od Adriatyku.
Francja próbowała wykorzystać tę okazję i włączyć do rozejmu swojego sojusznika, a zarazem zaciętego wroga Maksymiliana – księcia Geldrii Karola; jednak Wenecja nie poparła tej propozycji. To doprowadziło do ochłodzenia stosunków francusko-weneckich i przychylniej nastawiło Ludwika XII do papieskich propozycji antyweneckiego sojuszu. W istocie nie chodziło tylko o jeden dyplomatyczny afront; rosnąca potęga Wenecji, której dotychczasowe wojny we Włoszech przyniosły zdobycze terytorialne w Apulii, Lombardii, Romanii i na granicy z Austrią, budziła niepokój i zazdrość innych państw. Maksymilian I i Juliusz II mieli przy tym roszczenia terytorialne do Wenecji; także Ferdynand Aragoński chciał odebrać Republice kontrolowane przez nią porty w Apulii. Ludwik XII zaś zaczynał mieć nadzieję, że zdobycze terytorialne kosztem Wenecji zrekompensują mu utratę Neapolu. Ostatecznie, po długich negocjacjach, 10 grudnia 1508 reprezentanci Ludwika XII i Maksymiliana I zawiązali w mieście Cambrai ligę przeciwko Wenecji; później do ligi przystąpił także Ferdynand Aragoński, Sabaudia, Ferrara i Mantua. Celem Ligi był rozbiór weneckich posiadłości we Włoszech. Ferdynand Aragoński miał zająć zajmowane przez Wenecjan porty w Apulii; Maksymilian Habsburg miał odzyskać ziemie utracone w 1508, a do tego zająć obszary wchodzące kiedyś w skład Cesarstwa – Friuli, Padwę, Weronę, Vicenzę i Treviso; wreszcie Ludwik XII miał zająć te obszary Księstwa Mediolanu, które w 1499 opanowała Wenecja, a do tego jeszcze Brescię, Cremę i Bergamo.
Republika Wenecka przygotowywała się do odparcia ataku, jednocześnie prowadząc negocjacje z Juliuszem II, starając się nie dopuścić do jego przystąpienia do Ligi z Cambrai. Jednak papież był już zdecydowany zaatakować Wenecję; w marcu 1509 formalnie przystąpił do Ligi. 7 kwietnia Francja wypowiedziała wojnę Republice; 27 kwietnia Juliusz II obłożył Wenecję ekskomuniką i przystąpił do wojny; książę Urbino Francesco Maria della Rovere, bratanek Juliusza II, na czele wojsk papieskich wkroczył do Romanii. Ferdynand Aragoński i Maksymilian I na razie jeszcze nie włączyli się do wojny.
W tej sytuacji rozstrzygnięcie nastąpiło w Lombardii. Pierwsze oddziały francuskie przekroczyły Addę w połowie kwietnia, zajmując sprzyjające Francji miasto Treviglio. Francuzi byli jednak jeszcze za słabi na większą ofensywę, a wkrótce nad Addę przybyły główne siły weneckie, dowodzone przez Bartolomeo d’Alviano i Niccolò di Pitigliano. Weneccy dowódcy nie byli jednak zgodni go do tego, jak należy prowadzić wojnę; d’Alviano chciał przekroczyć Addę i zaatakować Francuzów w Księstwie Mediolanu; ostrożniejszy Pitigliano chciał ograniczyć się do utrzymania linii Addy i odbicia z rąk Francuzów Treviglio. Jego zdanie przeważyło; na początku maja wojska weneckie odzyskały Treviglio, po czym spustoszyły i spaliły miasto, by ukarać je za zdradę. Gdy Wenecjanie byli zajęci pod Treviglio, główne siły francuskie, dowodzone przez samego Ludwika XII, przekroczyły Addę pod Cassano. Dowódcy weneccy związani byli rozkazami Senatu Republiki, wedle których mieli unikać walnej bitwy; Francuzi, wykorzystując ich bierność, zdobyli Rivoltę. Następnie wojska Ludwika XII ruszyły ku Pandino, z zamiarem odcięcia Wenecjan od Cremy i Cremony; planu tego nie udało im się zrealizować, gdyż również Wenecjanie ruszyli na południe. Jednak 14 maja koło Agnadello oddziały francuskie natknęły się na tylną straż armii weneckiej, dowodzoną przez Bartolomeo d’Alviano. Ten, zajmując dogodną do obrony pozycję na wzgórzach, odparł pierwsze ataki Francuzów, wzywając jednocześnie na pomoc Niccolò di Pitigliano. Ten jednak postanowił trzymać się instrukcji Senatu i unikać bitwy; kontynuował więc marsz, zostawiając d’Alviano na pastwę losu; tymczasem wenecka straż tylna po odparciu pierwszych ataków musiała się zmierzyć z głównymi siłami francuskimi, które włączyły się do walki. Bitwa ze znacznie silniejszym przeciwnikiem zakończyła się całkowitą klęską Wenecjan; sam d’Alviano dostał się do niewoli. Co gorsza, choć Pitigliano uniknął starcia z Francuzami i mógł się w spokoju wycofać, wieści o klęsce pod Agnadello dotarły do jego żołnierzy i spowodowały u nich upadek morale; wkrótce też większa ich część zdezerterowała.
Teraz Francuzi mogli już bez przeszkód zagarniać kontrolowane przez Wenecjan miasta. Szybko opanowali tereny na zachód od rzeki Mincio; w ich ręce wpadła Cremona, Bergamo, Brescia i Crema. Wenecjanie ewakuowali swe niemożliwe już do utrzymania posiadłości w Romanii, które przejął papież. Po bitwie pod Agnadello uaktywnili się też sojusznicy Francji i Juliusza II; Ferdynand Aragoński zajął kontrolowane przez Wenecjan porty w Apulii, Maksymilian I – ziemie utracone w czasie wojny z Wenecją z 1508, Mantua – Lonato, a książę Ferrary Alfons opanował Polesine (teren odpowiadający dzisiejszej Prowincji Rovigo). Wycofując się na wschód z resztką armii, Pitigliano zostawił na pastwę losu Padwę, Vicenzę i Weronę; gdy do tych miast przybyli wysłannicy Maksymiliana I, zgodziły się one uznać zwierzchność cesarza.
Tymczasem Wenecjanie stopniowo odbudowali swą armię lądową; równocześnie zaś podjęli próby rozbicia Ligi, poprzez podpisanie odrębnego traktatu pokojowego z papieżem. Zaproponowali więc Juliuszowi II formalne przekazanie spornych miast w Romanii. Jednak papież uznał weneckie propozycje pokojowe, w połączeniu z ewakuacją Romanii, za oznaki słabości Republiki. W związku z tym zaczął stawiać dodatkowe warunki: żądał już nie tylko miast w Romanii, ale i swobody handlu i żeglugi na Adriatyku (który Wenecja uważała za „swoje” wewnętrzne morze) oraz przywilejów dla Kościoła na obszarze Republiki. Na to Wenecja na razie nie chciała się zgodzić i wojnę kontynuowano.
Tymczasem na obszarach Republiki Weneckiej zajętych przez Ludwika XII i Maksymiliana I zaczynało narastać niezadowolenie z powodu obecności wojsk okupacyjnych i uniemożliwiania przez nie handlu z Wenecją, z którą te obszary miały silne powiązania gospodarcze. Maksymilian, zdając sobie sprawę, że jego nowe nabytki w Veneto są zagrożone, w czerwcu zaczął koncentrować swą armię w Tyrolu; jednak koncentracja jego wojsk przebiegała powoli, co wykorzystali Wenecjanie. Latem, wystawiwszy nową armię lądową, przeszli do ofensywy i 17 lipca zdobyli Padwę. Na początku sierpnia Wenecjanie odnieśli kolejny sukces: markiz Mantui Franciszek Gonzaga, który przez przypadek zapuścił się wówczas na terytorium kontrolowane przez wojska Republiki, dosłał się do weneckiej niewoli. Również w sierpniu Maksymilian I zgromadził wreszcie silną armię, z którą wkroczył do Veneto i, połączywszy się z posiłkami wysłanymi przez Ludwika XII i Juliusza II, ruszył ku Padwie. Wenecki garnizon miasta, dowodzony przez pragnącego zrehabilitować się za swe działania pod Agnadello Niccolò di Pitigliano, wytrzymał jednak oblężenie; na początku października wojska Ligi wycofały się spod murów miasta. Wojska weneckie, wyzyskując ten sukces, zaatakowały i zdobyły Vicenzę; z ważniejszych miast w Veneto jedynie Werona pozostawała jeszcze w rękach Maksymiliana I. Wenecjanie odzyskali też Friuli i Polesine. Flota wenecka, chcąc zaatakować samą Ferrarę, wpłynęła na wody Padu; tu jednak 22 grudnia wojska księcia Ferrary przy użyciu artylerii zniszczyły flotę wenecką pod Polesellą. Po tym zwycięstwie książę Ferrary raz jeszcze zajął Polesine; Wenecjanie zaś skupili się na obronie świeżo odzyskanych miast w Veneto, ewakuując nawet Friuli.
Na początku 1510 dyplomacji weneckiej wreszcie udało się wyłączyć z Ligi z Cambrai Juliusza II. Papież zdawał sobie sprawę z tego, jak niebezpieczny dla niezawisłości państw włoskich może być wzrost potęgi Ludwika XII i Maksymiliana I, zwłaszcza jeśli nastąpiłby kosztem osłabienia Republiki. Zdecydował się więc zakończyć wojnę z Wenecją i zwrócić przeciwko jej wrogom; przyszło mu to tym łatwiej, że w toku negocjacji Wenecjanie wreszcie zgodzili się nie tylko na przekazanie mu upragnionych miast w Romanii, ale i na przyznanie poddanym papieskim swobody handlu i żeglugi na Adriatyku oraz zagwarantowanie przywilejów Kościoła na obszarze Republiki. Uzyskawszy wszystko to, czego żądał, Juliusz II zawarł pokój z Wenecją 24 lutego 1510. Przy okazji uroczyście zdjął z Republiki ekskomunikę, a nawet pozwolił werbować do weneckiej armii papieskich poddanych; nakazał też wszystkim uczestnikom Ligi z Cambrai, by przerwali działania wojenne. Państwo Kościelne na razie nie opowiedziało się otwarcie po stronie Wenecji; Republika ciągle jeszcze walczyła z Ludwikiem XII, Maksymilianem I i Alfonsem d’Este. Jednak pokój między papieżem a Wenecją zapoczątkował ciąg wydarzeń, które doprowadziły do likwidacji Ligi z Cambrai i powstania koalicji skierowanej przeciw Ludwikowi XII.

### Skutki terytorialne dla poszczególnych krajów
- Państwo Kościelne anektuje Rawennę, Cervię, Faenzę i Rimini
- Hiszpania zajmuje Brindisi, Otranto, Monopoli i Trani

## Wojna przeciwko Francji (1510–1514)

### Strony konfliktu
- Królestwo Francji, Ferrara, Hiszpania (do 1510), Austria (do 1512), Nawarra (od 1512),  Republika Wenecka (od 1513), Szkocja (w 1513)
- Państwo Kościelne,  Republika Wenecka (do 1513), oddziały szwajcarskie (od 1510), Hiszpania (od 1511), Anglia (od 1511), Austria (od 1512), Mediolan (od 1512)

### Przebieg
Gdy Juliusz II nakazał członkom Ligi z Cambrai zakończyć wojnę z Wenecją, książę Ferrary Alfons, pragnący za wszelką cenę zatrzymać Polesine (utracone przez jego ojca Ercole d’Este w wyniku wojny z Wenecją z lat 1482–1484), wprost oświadczył, że mimo papieskiego nakazu będzie kontynuował wojnę z Republiką. Taka deklaracja w jego wypadku miała szczególne znaczenie, formalnie był bowiem lennikiem papieża. Juliusz II, od dawna wrogi d'Estom, a przy tym pragnący zagarnąć należące do nich saliny w Comacchio, zyskiwał teraz doskonały pretekst do rozprawy z nimi; ponieważ jednak książę Ferrary był sprzymierzony z Ludwikiem XII, atak na niego nieuchronnie doprowadziłby do konfrontacji z Francją. Stąd papieska dyplomacja pracowała nad wciągnięciem do nowej koalicji Hiszpanii, Anglii i cesarza. Jednak Maksymilian nie chciał zrezygnować z miast w Veneto, a Ferdynand Aragoński, choć uzyskał od papieża inwestyturę na Królestwo Neapolu, nie chciał jeszcze otwarcie opowiedzieć się przeciwko Ludwikowi XII. Dyplomacja Juliusza II odniosła za to sukces w Szwajcarii. Sojusz Francji z Konfederacją, zapewniający Ludwikowi XII możliwość werbowania najemników szwajcarskich wygasł w 1509 r, a król Francji nie doprowadził do jego odnowienia; Szwajcarzy zaś, których kraj miał silne powiązania gospodarcze z Księstwem Mediolanu, zaczynali niechętnie patrzyć na francuskie rządy na tym terenie. Dzięki temu na Sejmie Związkowym w 1510 reprezentującemu interesy Juliusza II biskupowi Sion Maciejowi Schinerowi udało się doprowadzić do zawarcia sojuszu obronnego między Konfederacją a Państwem Kościelnym.
Wojska francuskie, cesarskie i hiszpańskie kontynuowały tymczasem działania wojenne przeciwko Wenecji; w maju 1510 wojska francuskie i cesarskie zdobyły Vicenzę, w której dokonały rzezi ludności cywilnej, oraz Legnago. Te sukcesy Ligi skłoniły Republikę do przyjęcia wysuwanej przez Juliusza II propozycji zawarcia sojuszu; Wenecja przy wsparciu papieża mogła myśleć o przejściu do ofensywy, zwłaszcza, że do tego Juliusz II zaciągnął najemników szwajcarskich, którzy mieli zaatakować zajmowany przez Francuzów Mediolan, a następnie połączyć się z wojskami papieskimi w Ferrarze. W sierpniu Juliusz II ekskomunikował Alfonsa d’Este i wysłał przeciwko niemu wojska pod dowództwem księcia Urbino, które zdobyły należącą do Alfonsa Modenę; w tym samym miesiącu wojska weneckie raz jeszcze przeszły do ofensywy w Veneto, zdobywając Vicenzę. Niepowodzeniem zakończył się natomiast atak floty weneckiej na okupowaną przez Francuzów Genuę; nie powiodła się też wojskom Republiki próba zdobycia Werony. Juliusz II, aby być bliżej teatru działań wojennych, przybył do Bolonii. Szwajcarzy wkroczyli do Księstwa Mediolanu; prowadzili jednak działania wojenne bardzo powoli, docierając jedynie na obszar pomiędzy jeziorami Como i Maggiore. Ostatecznie Francuzom udało się przekupić szwajcarskich najemników, którzy we wrześniu, nic nie zdziaławszy, wrócili do domów. Zawód sprawił też papieżowi markiz Mantui. Franciszek Gonzaga, który odzyskał wolność w lipcu 1510 r, we wrześniu przyjął funkcję naczelnego wodza armii wenecko-papieskiej; jednak po cichu dalej sprzyjał Francuzom i nie dołączył do wojsk, którymi miał dowodzić, tłumacząc się chorobą. Duży wpływ na taką jego postawę miała jego żona, Izabela, siostra księcia Ferrary Alfonsa; Izabela poszła nawet jeszcze dalej, w tajemnicy porozumiewając się z Francuzami i zezwalając im na przemarsz do Ferrary przez posiadłości mantuańskie.
Po odejściu Szwajcarów, gdy Księstwo Mediolanu nie było zagrożone, francuski dowódca Charles d’Amboise de Chaumont mógł zaatakować tereny Państwa Kościelnego; wykorzystując fakt, że część sił papieskich znajdowała się w Modenie, ruszył ku słabo bronionej Bolonii, gdzie przebywał unieruchomiony przez chorobę Juliusz II. Papieżowi groziło dostanie się do francuskiej niewoli; na szczęście dla niego, jego dyplomatom udało się nawiązać rokowania z Chaumontem i przeciągać je do czasu, gdy z odsieczą przybyły wojska weneckie. Chaumont wycofał się spod Bolonii; Francuzom udało się jednak wejść na terytorium Księstwa Ferrary, wzmacniając tym samym jego obronę. Wyzdrowiawszy, Juliusz II wysłał wojska w celu zdobycia Concordii i Mirandoli, strategicznych punktów na drodze do Ferrary. Oblężenie Mirandoli przeciągało się jednak; zirytowany tym papież osobiście przejął dowodzenie i w styczniu 1511 zdobył to miasto. Po tym sukcesie wrócił do Bolonii, a następnie do Imoli; w Bolonii pozostawił jako swego legata niepopularnego kardynała Alidosi. Jego rządy w tym mieście przyczyniły się do narastania wrogości do rządów papieskich.
Tymczasem w lutym 1511 zmarł Chaumont; na stanowisku dowódcy zastąpił go Gian Giacomo Trivulzio. Nowy dowódca wojsk francuskich odbił Mirandolę i Concordię z rąk papieskich, po czym wkroczył do Państwa Kościelnego; w maju niespodziewanie zaatakował bronioną przez słabą załogę Bolonię, z której już wcześniej uciekł kardynał Alidosi, i zdobył ją, przywracając w niej rządy sprzyjających Francji Bentivogliów. Sukces odniósł też książę Alfons d’Este, który odzyskał Modenę. Kardynał Alidosi został zabity przez księcia Urbino; Juliusz II z zagrożonej francuską inwazją Romanii powrócił do Rzymu.
Tymczasem Ludwik XII, nie poprzestawał na działaniach wojennych we Włoszech, ale zaczął też dążyć do obalenia Juliusza II. We wrześniu 1510, wykorzystując tradycyjnie silny wpływ króla na duchowieństwo we Francji, zwołał synod do Tours; zebrani tu francuscy duchowni uznali, że król ma prawo prowadzić wojnę z papieżem w obronie własnej i swoich sojuszników, a także zaproponowali zwołanie soboru powszechnego. Ludwik XII liczył, że sobór ten zdecyduje o pozbawieniu władzy Juliusza II i powołaniu w jego miejsce nowego papieża; poparty przez Maksymiliana I, rozpoczął w tym celu intensywną akcję propagandową na terenie Włoch. W istocie we wrześniu 1511 zebrał się popierany przez króla Francji i cesarza sobór w kontrolowanej przez sprzyjającą Ludwikowi XII Florencję Pizie; jednak brała w nim udział tylko niewielka grupa przeciwnych Juliuszowi II kardynałów i francuskich duchownych. Wkrótce zresztą uczestnicy tego soboru przenieśli obrady dalej na północ, do kontrolowanego przez Francuzów Mediolanu. Juliusz II ostatecznie pozbawił znaczenia sobór w Pizie, zwołując konkurencyjny Sobór laterański V w 1512. Zemścił się też na Florencji, udostępniającej soborowi z Pizy miejsce do obrad, nakładając na Florencję i Pizę interdykt.
W 1511 r, wkrótce po zajęciu Bolonii przez Francuzów, paradoksalnie poprawiła się sytuacja międzynarodowa papieża i Wenecji. Inne mocarstwa zachodnioeuropejskie, zaniepokojone postępami francuskimi w północnych Włoszech, doszły do przekonania, że nawet połączone siły Republiki Weneckiej i Juliusza II mogą nie wystarczyć do powstrzymania Ludwika XII. Zwłaszcza Ferdynand Aragoński obawiał się, że po podporządkowaniu sobie północnych i środkowych Włoch, król Francji może zechcieć upomnieć się o Królestwo Neapolu. Także król Anglii, Henryk VIII, niepokoił się sukcesami Francuzów; liczył przy tym, że uda mu się wykorzystać zaangażowanie Francuzów we Włoszech, by odzyskać choć część angielskich posiadłości na kontynencie europejskim utraconych w wyniku wojny stuletniej. Król Hiszpanii już od 1510 stopniowo przerzucał swoje poparcie na stronę papieża i Wenecji. Pod koniec 1510 r, nie zrywając jeszcze oficjalnie sojuszu z Ludwikiem XII i z cesarzem, odwołał swoje wojska walczące w północnych Włoszech u boku wojsk francuskich i cesarskich przeciwko Wenecji; oficjalnie tłumaczył to tym, że wojska te były mu potrzebne do obrony Królestwa Neapolu przed Turkami. Następnie oddał papieżowi do dyspozycji oddział hiszpański w sile 300 kopii; Ludwikowi XII i Maksymilianowi oświadczył, że był do tego zobowiązany jako wasal papieża z tytułu władania Królestwem Neapolu, oraz że wojska te mają być użyte tylko do obrony Państwa Kościelnego. W czerwcu 1511 Ferdynand zaproponował papieżowi utworzenie ligi mającej powstrzymać postępy wojsk Ludwika XII. Negocjacje w tej sprawie trwały kilka miesięcy i zakończyły się utworzeniem w październiku 1511 Świętej Ligi z udziałem papieża, Hiszpanii i Wenecji. Liga miała za cel ochronę Kościoła i walkę z „barbarzyńcami” (fuori i barbari), przez co w praktyce rozumiano całkowite wyparcie Francuzów z Włoch. W listopadzie do Ligi dołączył też Henryk VIII, obiecując, że rozpocznie działania wojenne przeciwko Francji od wiosny następnego roku. Dyplomacja państw Ligi pracowała też nad rozbiciem sojuszu łączącego Ludwika XII z Maksymilianem I.
Uzyskawszy wsparcie ze strony Hiszpanii, a do tego raz jeszcze zaciągnąwszy szwajcarskich najemników, Juliusz II mógł zimą 1511 raz jeszcze przejść do ataku. Szwajcarzy w listopadzie raz jeszcze wkroczyli do Księstwa Mediolanu; równocześnie siły papieskie zagroziły Bolonii i Parmie. Na szczęście dla Francuzów nie doszło jednak do połączenia wojsk szwajcarskich z papieskimi i weneckimi; Szwajcarzy bez wsparcia sojuszników nie byli w stanie oblegać Mediolanu i jeszcze przed końcem roku wycofali się z Lombardii. Mimo tego na początku 1512 sytuacja międzynarodowa Francji była trudna. Ludwik XII próbował przeciągnąć na swą stronę Szwajcarów; uznał jednak, że warunki, jakie stawiają, są niemożliwe do spełnienia. W kwietniu 1512 Święta Liga odniosła kolejny sukces dyplomatyczny – chwiejny Maksymilian I Habsburg wreszcie zawarł rozejm z papieżem i Wenecją. Teraz Liga mogła zwrócić wszystkie swe siły przeciwko Francji, która pozostała – nie licząc kilku słabych państewek włoskich – praktycznie bez sojuszników.
Na początku roku 1512 wojska Ligi odnosiły sukcesy. W styczniu Wenecjanie odbili wreszcie z rąk Francuzów Bergamo i Brescię (jedynie zamek w Brescii pozostał w rękach Francuzów); wojska papieskie i hiszpańskie zagrażały Bolonii i Ferrarze. Na szczęście dla Francuzów nowy dowódca ich wojsk we Włoszech, Gaston de Foix książę de Nemours (siostrzeniec Ludwika XII), okazały się zdolniejszy i bardziej energiczny od swoich poprzedników na tym stanowisku. Z powodzeniem odpierał ataki wojsk Ligi na Bolonię; gdy dowiedział się o upadku Brescii, zebrał wszystkich żołnierzy, którzy nie byli niezbędni do obrony Bolonii, i przez tereny mantuańskie ruszył na północ. W lutym pokonał armię wenecką pod dowództwem Giampaolo Baglioniego pod Isola della Scala, a następnie obległ Brescię, złamał opór broniących jej Wenecjan i zdobył miasto. Brescia została następnie spustoszona przez wojska francuskie; mieszkańcy Bergamo, aby uniknąć podobnego losu, otworzyli bramy miasta przed Francuzami. Po tym sukcesie Gaston de Foix wrócił do Romanii. Zdawał sobie jednak sprawę, że czas działa na niekorzyść Francji; latem Francja mogła zostać zaatakowana przez Anglików i Hiszpanów, a walczący po stronie francuskiej najemnicy niemieccy, po wycofaniu się cesarza z wojny, mogli powrócić do domów. De Foix zdecydował się więc rozstrzygnąć losy wojny we Włoszech w jednej decydującej bitwie; wojska hiszpańskie pod dowództwem wicekróla Neapolu Ramóna de Cardony unikały jednak walnej bitwy. Na początku kwietnia de Foix, wsparty wojskami księcia Ferrary, przystąpił do oblężenia Rawenny; de Cardona, nie chcąc dopuścić do utraty tak ważnego miasta, ruszył naprzeciw Francuzom i 10 kwietnia założył dobrze ufortyfikowany obóz na prawym brzegu rzeki Ronco, kilka kilometrów od pozycji wojsk francuskich. Jednak w nocy Francuzi wybudowali most na rzece Ronco; rankiem 11 kwietnia wojska francuskie przeszły po tym moście rzekę, po czym zaatakowały obóz wojsk papieskich i hiszpańskich. Tego samego dnia doszło do bitwy, w której znakomite zwycięstwo odnieśli Francuzi; jednak po bitwie, w czasie pościgu za wycofującą się w porządku piechotą hiszpańską, zginął Gaston de Foix.

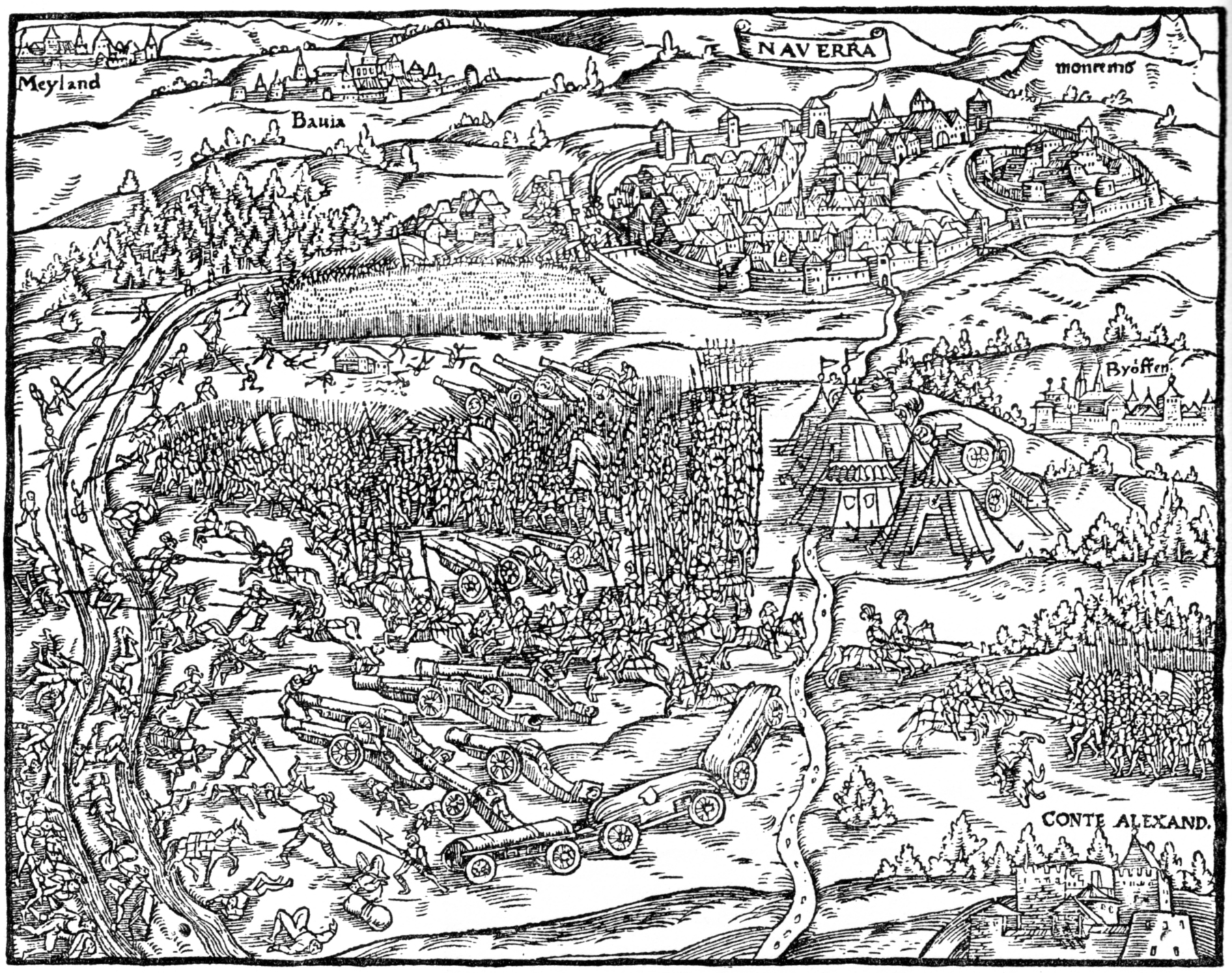
Bitwa pod Nowarą

Francuskie zwycięstwo pod Rawenną początkowo przeraziło papieża i Ferdynanda Aragońskiego; ten ostatni wahał się nawet, czy nie wysłać do Włoch de Córdobę, przed kilku laty odwołanego z Neapolu i od tej pory pozostającego w królewskiej niełasce. Jednak na szczęście dla Ligi następca Gastona de Foix, Jacques de Chabannes de La Palice, nie miał talentu militarnego poprzednika; nie potrafił też wykorzystać wywalczonego przez poprzednika zwycięstwa, ograniczając się tylko do zajęcia i złupienia Rawenny. Francuzi kontrolowali teraz większą część Romanii; był to jednak tylko chwilowy sukces.
Szwajcarski Sejm Związkowy w kwietniu 1512 zdecydował o wsparciu Świętej Ligi. Juliuszowi II udało się nie dopuścić do zerwania rozejmu między Wenecją a cesarzem; co więcej, wkrótce cesarz przystąpił do Ligi Świętej. Maksymilian zezwolił Szwajcarom na przemarsz do Włoch przez terytorium będącego w jego posiadaniu Tyrolu; w czerwcu poszedł jeszcze dalej, rozkazując najemnikom niemieckim służącym w armii francuskiej, by natychmiast powrócili do domów. Tymczasem siły francuskie we Włoszech malały; część oddziałów odesłano do Francji, dla obrony przez atakiem ze strony Anglików i Hiszpanów.
W maju 1512 Szwajcarzy po raz kolejny wkroczyli do Włoch; tym razem jednak w Villafrance w pobliżu Werony połączyli się z nimi Wenecjanie. Do Romanii wkroczyły raz jeszcze wojska papieskie i hiszpańskie, szybko odbijając z rąk francuskich Rimini, Cesenę i Rawennę. Bentivogliowie uciekli z Bolonii, która wróciła pod rządy papieskie. La Palice liczył jeszcze, że jak w poprzednich latach, sprzymierzeni nie skoordynują swoich działań, dzięki czemu uda się odeprzeć ich atak; tym razem jednak ich wrogowie nie przerywali natarcia. Na domiar złego armię francuską, słuchając rozkazu Maksymiliana I, opuściło 4000 niemieckich landsknechtów. W tej sytuacji La Palice wycofał się z Cremony do Pawii; w połowie czerwca pod Pawię przybyły wojska Ligi, co kilka dni później zmusiło La Palice’a do wycofania się dalej na zachód. Gian Giacomo Trivulzio ewakuował miasto Mediolan; główne siły francuskie wycofały się za Alpy, tracąc nawet Asti – dziedziczną posiadłość książąt orleańskich, od wstąpienia Ludwika XII na tron Francji przejętą przez koronę francuską. Wojska papieskie obsadziły Modenę, Reggio, Parmę i Piacenzę; większa część Księstwa Mediolanu znalazła się w rękach Szwajcarów. Pod koniec czerwca 1512 Francuzi kontrolowali we Włoszech już tylko Brescię, Cremę, Legnago, Peschierę, zamki w Mediolanie i Cremonie oraz latarnię morską i Castelletto w Genui. Antypapieski sobór, który zaczynał swe obrady w Pizie, przeniósł się za Alpy, do Lyonu, gdzie już jednak nie podjął znaczącej działalności. Książę Ferrary Alfons I podjął próbę pojednania się z papieżem: przybył do Rzymu, gdzie 9 lipca stanął przed papieżem. Uzyskał uroczyste przebaczenie i zdjęcie ekskomuniki; Juliusz II domagał się jednak, by książę odstąpił mu nie tylko Modenę, ale i samą Ferrarę, w zamian za co otrzymałby zdobyte na Francuzach Asti. Alfons nie chciał się na to zgodzić i uciekł z Rzymu, po czym schronił się w należącej do sprzyjających mu Colonnów twierdzy Marino.
W 1512 przeciwnicy Francji odnieśli też sukces na pograniczu francusko-hiszpańskim w Pirenejach. Henryk VIII planował wspólnie z Ferdynandem Aragońskim dokonać inwazji na Gujennę, dawną posiadłość angielską na kontynencie; na początku czerwca do Gipuzkoi przypłynęły statki przewożące wojska angielskie pod dowództwem Thomasa Grey, drugiego markiza Dorset, które miały połączyć się z armią Ferdynanda Aragońskiego i uderzyć na Francję. Ferdynand Aragoński miał jednak w rzeczywistości inne plany – przygotowywał się do podboju Królestwa Nawarry. Państwo to do tej pory pozostawało neutralne, jednak Ferdynand obawiał się, że Nawarra – ze względu na jej silne powiązania z Francją – może się opowiedzieć po stronie Ludwika XII, co ułatwiłoby temu ostatniemu atak na Hiszpanię; równocześnie zaś posiadanie Nawarry zapewniłoby Hiszpanii łatwą do obrony granicę z Francją na linii Pirenejów. Zażądał więc od władców Nawarry – Jana III i Katarzyny de Foix – by umożliwili jego wojskom przemarsz przez terytorium ich królestwa, a także by oddali mu na czas wojny sześć najważniejszych twierdz na obszarze Nawarry – jako gwarancję, że do końca wojny nie zwrócą się przeciw Hiszpanii. Jan i Katarzyna uznali jednak, że będzie to wstęp do zagarnięcia ich królestwa przez Ferdynanda; w połowie lipca zawarli więc sojusz z Ludwikiem XII. Ferdynand, tłumacząc Anglikom, że bez uprzedniego opanowania Nawarry atak na Gujennę będzie niemożliwy, wydał dowodzącemu wojskami hiszpańskimi księciu Alby Fadrique Álvarezowi de Toledo (dziadkowi słynnego Fernando Álvareza de Toledo) rozkaz zaatakowania Nawarry. Książę Alba przekroczył granicę Królestwa Nawarry 21 lipca; już 24 lipca wkroczył do Pampeluny, opuszczonej przez parę królewską Nawarry. Francuzi nie pomogli swym nowym sprzymierzeńcom – obawiali się bowiem, że jeśli ruszą im na pomoc, pozostający w Gipuzkoi Anglicy wykorzystają okazję i zaatakują Bayonne. Wykorzystując to, książę Alba szybko opanował wszystkie posiadłości władców Nawarry leżące na południe od Pirenejów. Jednak Anglikom nie podobało się, że tkwią bezczynnie pod Pirenejami, jedynie osłaniając działania Hiszpanów w Królestwie Nawarry; w wojsku angielskim upadała dyscyplina i rozprzestrzeniały się choroby. Kiedy więc książę Alba przekroczył Pireneje w celu podbicia tej części Królestwa Nawarry, która leżała na północ od tych gór, i wezwał Dorseta, by pomógł mu w dokończeniu podboju, ten odmówił; ostatecznie angielscy dowódcy, nie czekając na rozkazy pozostającego w Anglii Henryka VIII, załadowali wojska na statki i wrócili do swego kraju. Teraz Francuzi mogli ruszyć przeciwko księciu Alby, który szybko wycofał się z powrotem za Pireneje. Francuzi, wzmocnieni przybyłymi z Włoch wojskami La Palice’a, ruszyli za nimi, chcąc przywrócić władzę Jana III w jego królestwie, i oblegli bronioną przez księcia Alby Pampelunę; jednak szturmy, jakie przypuścili pod koniec listopada, zostały odparte przez obrońców miasta, a gdy po kilku tygodniach oblężenia do Francuzów dotarła wiadomość o nadchodzącej hiszpańskiej odsieczy, wycofali się za Pireneje.
We Włoszech wojska państw wchodzących w skład Ligi Świętej oblegały ostatnie twierdze pozostające w rękach Francuzów i dzieliły między siebie łupy. W sierpniu 1512 w Mantui doszło do spotkania reprezentantów państw Ligi; głównym celem spotkania była konieczność podjęcia decyzji o losie Księstwa Mediolanu. Maksymilian I i Ferdynand Aragoński chcieli, by Księstwo otrzymał ich wnuk Karol, władca Niderlandów i Franche-Comté; ostro sprzeciwili się temu jednak: Juliusz II i Szwajcarzy. Ponieważ ci ostatni kontrowali Księstwo, ich zdanie przeważyło – i tron mediolański otrzymał Maksymilian Sforza, syn Ludovica Sforzy. Sforza przez cały okres swego panowania w Mediolanie był całkowicie zależny od szwajcarskich najemników, którzy wynieśli go na tron; w dowód wdzięczności oddał nawet kantonom Szwajcarskim we władanie Valtellinę, obszar dzisiejszego kantonu Ticino, Domodossolę z przyległościami (Val d’Ossola) i Gravedonę. Papież zatrzymał Parmę i Piacenzę; Genua odzyskała niepodległość. Liga postanowiła teraz rozprawić się z jednym z ostatnich bastionów francuskich wpływów na Półwyspie Apenińskim, a zarazem dawnym gospodarzem znienawidzonego przez Juliusza II soboru w Pizie – Republiką Florencji. Atak na Florencję miał przeprowadzić hiszpański wicekról Neapolu, Ramón de Cardona; ruszył więc z Romanii do Toskanii, docierając wkrótce do Barberino na północ od Florencji. Wtedy przedstawił władzom Republiki swoje żądania: miały odsunąć od władzy gonfaloniera Piera Soderiniego oraz zezwolić na powrót Medyceuszy do Florencji jako zwykłych obywateli. Florentyńczycy nie chcieli jednak przystać na pozbawienie władzy Soderiniego. W odpowiedzi de Cardona zaatakował Prato; miasto padło 30 sierpnia, a wojska hiszpańskie brutalnie je splądrowały. Upadek tego miasta złamał opór Republiki Florenckiej – Soderini uciekł z Florencji, a do miasta powrócili Medyceusze; władzę przejął Giuliano di Lorenzo de’ Medici.
Pojedyncze punkty oporu Francuzów we Włoszech były stopniowo likwidowane. W czasie, gdy Hiszpanie przywracali władzę Medyceuszy we Florencji, dalej na północ wojska Ligi zdobyły genueńskie Castelletto; Francuzi jednak trzymali jeszcze latarnię morską w Genui, a także zamki w Mediolanie i Cremonie. Tymczasem narastał spór między Republiką Wenecką a pozostałymi państwami wchodzącymi w skład Ligi Świętej. Wenecjanie chcieli odzyskać część Księstwa Mediolanu na wschód od Addy, którą zajęli w 1499 r, jednak kontrolujący Księstwo Szwajcarzy stwierdzili, że te tereny należą się Maksymilianowi Sforzy. Cesarz wciąż miał z Wenecją podpisany jedynie rozejm i nie chciał zrzec się pretensji do Friuli i miast w Veneto, czy tym bardziej zwrócić Republice miasta na tych terenach będące aktualnie w jego posiadaniu (cały czas pod jego kontrolą pozostawała Werona, a do tego w 1512 francuskie garnizony w Legnago i Peschierze poddały się nie Wenecjanom, lecz wysłannikowi Maksymiliana I); w dodatku Juliusz II (któremu zależało na tym, by cesarz, dawniej popierający sobór w Pizie, teraz uznał Sobór Laterański) popierał cesarza w tym sporze. Wreszcie w listopadzie 1512 wojska hiszpańskie wyparły Francuzów z Brescii. Wenecjanie, którzy w tym samym czasie wyparli Francuzów z Cremy, zażądali przekazania im Brescii, jako należącej do nich przed wojną; Hiszpanie jednak odmówili, pozostawiając w mieście swój garnizon. Republika Wenecka poczuła się znów zagrożona, co skłoniło ją do rozpoczęcia rokowań z Ludwikiem XII.
Pierwsze miesiące 1513 przyniosły poprawę sytuacji międzynarodowej Francji. W lutym, w czasie przygotowań do podboju Księstwa Ferrary, zmarł papież Juliusz II. W marcu konklawe wyniosło na tron papieski Giovanniego di Lorenzo de’ Medici, brata rządzącego we Florencji Giuliano de’ Medici; Giovanni przyjął imię Leona X. 23 marca Republika Wenecka zawarła w Blois sojusz z Francją; z kolei 1 kwietnia Ludwik XII zawarł rozejm z Ferdynandem Aragońskim, za cenę pozostawienia we władaniu hiszpańskim obszarów Królestwa Nawarry na południe od Pirenejów. Zdobywszy sojusznika we Włoszech i zabezpieczywszy się od strony Pirenejów, Ludwik XII mógł raz jeszcze podjąć próbę opanowania Mediolanu. Wiosną silna armia francuska (wsparta kontyngentami niemieckich landsknechtów, którzy mimo sprzeciwu cesarza przeszli na służbę francuską) pod dowództwem Ludwika de la Trémoille i Gian Giacomo Trivulzia, zaatakowała Księstwo Mediolanu; równocześnie od wschodu Księstwo zaatakowali Wenecjanie. Hiszpańskie wojska Ramóna de Cardony stały bezczynnie w Piacenzy, nie pomagając Sforzy; książę Mediolanu nie mógł nawet liczyć na wierność własnych poddanych, niechętnych szwajcarskim najemnikom, którzy faktycznie władali Księstwem. Stąd Francuzi błyskawicznie opanowali większą część Księstwa, z samym Mediolanem, a także podporządkowali sobie Genuę. Na wschodzie Wenecjanie dotarli do Cremony, opanowując też Brescię (tylko miasto – zamek udało się utrzymać wojskom de Cardony), Peschierę i Legnago; nie udało im się natomiast odzyskać Werony. W Księstwie Mediolanu pod koniec maja w rękach Szwajcarów pozostawały już tylko Novara i Como. Na początku czerwca główne siły francuskie, dowodzone przez samego Ludwika de la Trémoille, przystąpiły do oblężenia Novary; jednak na odsiecz miastu przybyła nowa armia szwajcarska. 6 czerwca, jeszcze przed świtem, zaatakowała ona Francuzów; wywiązała się bitwa, w której całkowite zwycięstwo odnieśli Szwajcarzy. Francuzi ponieśli tak ciężkie straty, że zmuszeni zostali nie tylko odstąpić od oblężenia Novary, ale w ogóle wycofać się za Alpy. Maksymilian Sforza powrócił do Mediolanu; musiał jednak zapłacić kantonom szwajcarskim za pomoc cesją kolejnych terytoriów – m.in. Cuvio i Luino – oraz zaakceptować faktyczne rządy najemników szwajcarskich w Mediolanie. Na początku września Szwajcarzy wkroczyli do Burgundii, 8 września docierając do Dijon i oblegając to miasto. Broniący stolicy Burgundii Ludwik de la Trémoille musiał rozpocząć rokowania ze Szwajcarami i po kilku dniach zawarł z nimi porozumienie; w zamian za wysoki okup i zrzeczenie się przez Francję praw do Mediolanu i Asti Szwajcarzy zgodzili się wycofać z Burgundii. Biorąc zakładników, Szwajcarzy zwinęli oblężenie i wrócili do domów; Ludwik XII wykorzystał to i odmówił ratyfikacji traktatu z Dijon.
W maju, gdy Francuzi walczyli jeszcze w Lombardii, w Calais zaczęły lądować wojska angielskie; 30 czerwca do miasta przybył też sam król Henryk VIII. Jeszcze przed jego przybyciem Anglicy wkroczyli do Francji i 22 czerwca oblegli Thérouanne; jednak na początku sierpnia, gdy Henryk dołączył do swej armii, miasto ciągle jeszcze się broniło. Jednak 16 sierpnia Anglicy odnieśli zwycięstwo nad idącą na odsiecz miastu armią francuską w bitwie pod Guinegatte (dzisiejsze Enguinegatte); 23 sierpnia Thérouanne skapitulowało. Henryk VIII nie mógł sobie jednak pozwolić na pozostawienie w mieście dużego garnizonu; wkrótce więc porzucił miasto, uprzednio burząc jego fortyfikacje, i ze swą armią wkroczył do habsburskich Niderlandów, gdzie obległ francuską enklawę Tournai. Wprawdzie w sierpniu król Szkocji Jakub IV, aby odciążyć sprzymierzonego z nim Ludwika XII, zaatakował Anglię, lecz 9 września pozostające na wyspie wojska angielskie zadały Szkotom klęskę w bitwie nad Flodden Field; w bitwie zginął sam Jakub IV, a Szkocja wycofała się z wojny. Francuzi zdecydowali się unikać walnej bitwy z Anglikami; Tournai, nie doczekawszy się odsieczy, kapitulowało pod koniec września. Upadek tego miasta zakończył działania wojenne w Niderlandach w 1513 W październiku Henryk VIII, Maksymilian I i przedstawiciele Ferdynanda Aragońskiego podpisali w Lille traktat, zobowiązujący trzech monarchów do wspólnego kontynuowania wojny z Francją; wkrótce potem Henryk VIII powrócił do Anglii.
We Włoszech, po wycofaniu się Francuzów z Księstwa Mediolanu, uaktywnił się Ramón de Cardona, występując przeciwko Republice Weneckiej; także Maksymilian I wysłał swe wojska do Włoch w celu walki z Republiką. Wojska hiszpańskie i cesarskie zajęły Brescię, Bergamo, Peschierę, Legnago, Este i Monselice; ich niepowodzeniem zakończyło się natomiast oblężenie Padwy. Cardona wkroczył więc w głąb terytorium weneckiego, pod koniec września docierając do Mestre. Jego artyleria ostrzelała nawet wyspę San Secondo na Lagunie Weneckiej; bez silnej floty nie był jednak w stanie zagrozić stolicy Republiki i rozpoczął odwrót. Wojska weneckie, dowodzone przez Bartolomeo d’Alviano, ruszyły za nim. 7 października w pobliżu Vicenzy doszło do bitwy między wojskami weneckimi a hiszpańskimi, znanej jako bitwa pod Schio, La Motta lub Creazzo; zwycięstwo w tej bitwie odnieśli Hiszpanie. Nie byli oni jednak w stanie wyzyskać tego zwycięstwa – Wenecjanie nadal nie zamierzali zawierać pokoju na warunkach Ligi. W Lombardii pod koniec 1513 skapitulowały francuskie załogi zamków w Mediolanie i Cremonie; we Włoszech Francuzi kontrolowali teraz już tylko latarnię morską w Genui.
W roku 1514 nie prowadzono działań wojennych na wielką skalę. Wenecjanie walczyli z wojskami hiszpańskimi, cesarskimi i mediolańskimi w Veneto i Friuli, lecz żadna ze stron konfliktu nie odniosła decydującego zwycięstwa. Wenecjanom udało się odzyskać Bergamo, Rovigo i Legnago; wojska hiszpańskie i mediolańskie szybko jednak odbiły Bergamo. W Ligurii Francuzi broniący się w latarni morskiej w Genui poddali się. Nad kanałem La Manche niewielki oddział francuski wylądował w Anglii, gdzie spalił rybacką wioskę Brighthelmstone (dzisiejsze miasto Brighton); Anglicy w odwecie przeprowadzili podobny wypad na wybrzeże Normandii. Ludwik XII aktywnie działał natomiast na polu dyplomacji. Jeszcze w 1513 poprawił swe relacje z papieżem Leonem X, uznając Sobór Laterański. Na początku 1514 odnowił rozejm z Ferdynandem Aragońskim; wkrótce potem do tego rozejmu przyłączył się cesarz Maksymilian I. Henryk VIII, przygotowujący się do nowej inwazji na Francję, uznał, że cesarz i król Hiszpanii, którzy wcześniej obiecywali mu kontynuowanie wojny z Francją, oszukali go. Rozpoczął więc rokowania z Ludwikiem XII; w sierpniu 1514 zawarł nie tylko pokój, ale i sojusz z królem Francji, jednocześnie wydając za niego swą siostrę Marię. Ludwik XII musiał jednak w zamian zrzec się na korzyść Henryka VIII miasta Tournai. W nowej sytuacji król Francji zaczął przygotowywać kolejną wyprawę na Mediolan; zmarł jednak przed zakończeniem przygotowań, 1 stycznia 1515.

### Skutki terytorialne dla poszczególnych krajów
- Francja traci Księstwo Mediolanu i Asti; rządy w Księstwie obejmuje Maksymilian Sforza pod protektoratem szwajcarskim.
- Szwajcarzy zajmują Valtellinę, obszar dzisiejszego kantonu Ticino, Val d’Ossola, Gravedonę, Cuvio i Luino.
- Księstwo Mediolanu odzyskuje Cremonę.
- Państwo Kościelne zajmuje Modenę, Reggio, Parmę i Piacenzę.
- Genua odzyskuje niepodległość.
- Hiszpania zajmuje cały obszar Królestwa Nawarry na południe od Pirenejów.
- Anglia zajmuje Tournai.

## 1515 Wojna o Mediolan

### Strony konfliktu
- Francja,  Republika Wenecka
- Austria,  Hiszpania, Państwo Kościelne, oddziały szwajcarskie

### Przebieg
W 1515 roku nastąpiła zmiana na tronie francuskim, na którym zasiadł Franciszek I. Nie zmienił on kierunku polityki swojego poprzednika i kontynuował ekspansję na terenie Włoch. Sprzymierzony z Wenecją, pobił wojska Świętej Ligi pod Marigano (1515) i zajął Mediolan. Co prawda cesarz Maksymilian I próbował jeszcze odbić księstwo, jednak nie odniósł sukcesu i w 1517 roku zawarł rozejm w Cambrai. Także inne państwa zadecydowały się podpisać ugody. Już w 1516 roku, Szwajcarzy podpisali traktat we Fryburgu, a Hiszpanie, po objęciu tronu przez Karola Habsburga w Noyon.

### Skutki terytorialne dla poszczególnych krajów
- Mediolan (do Francji)

## Dalsze walki (1521–1529)

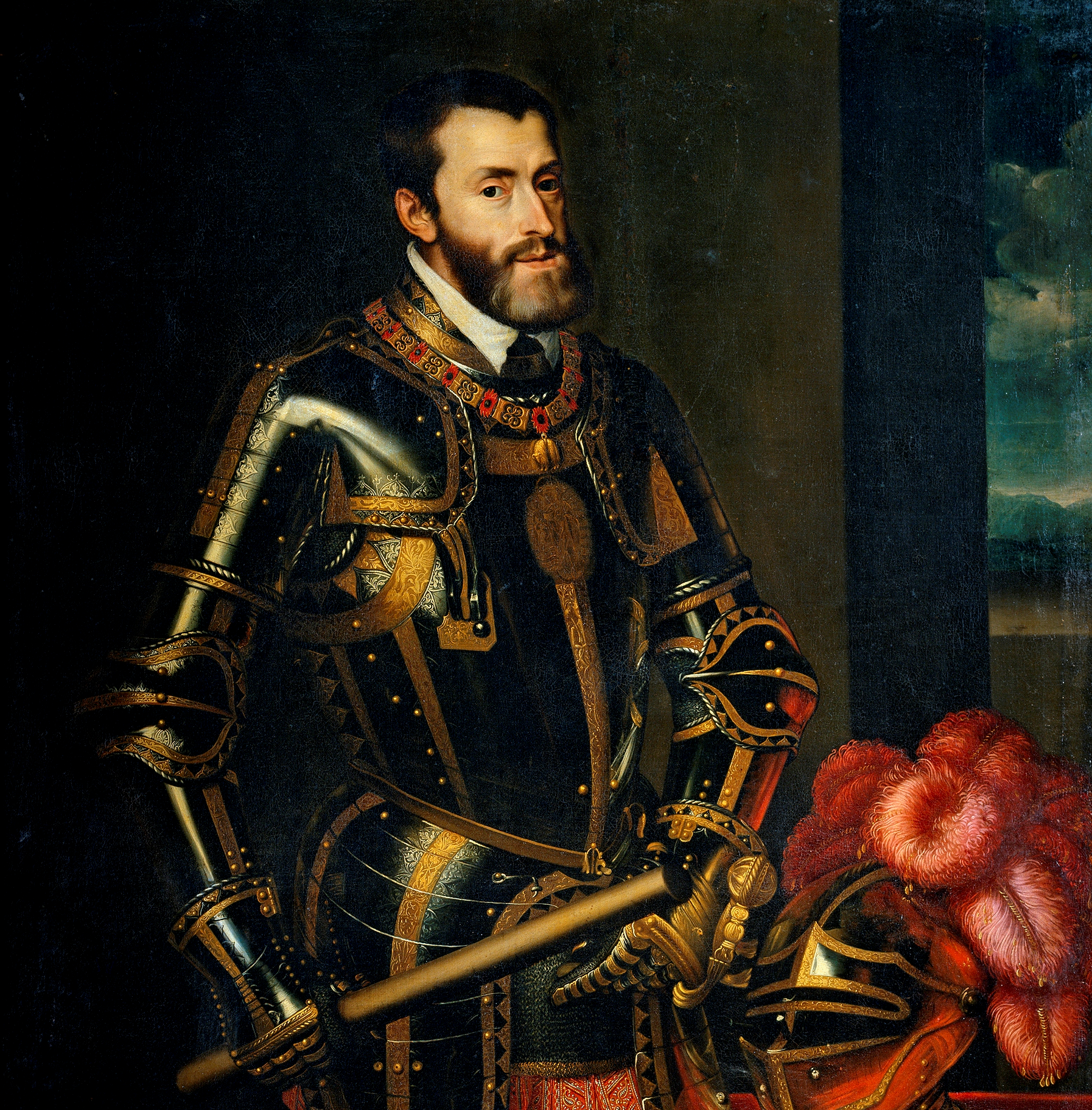
Cesarz Karol V

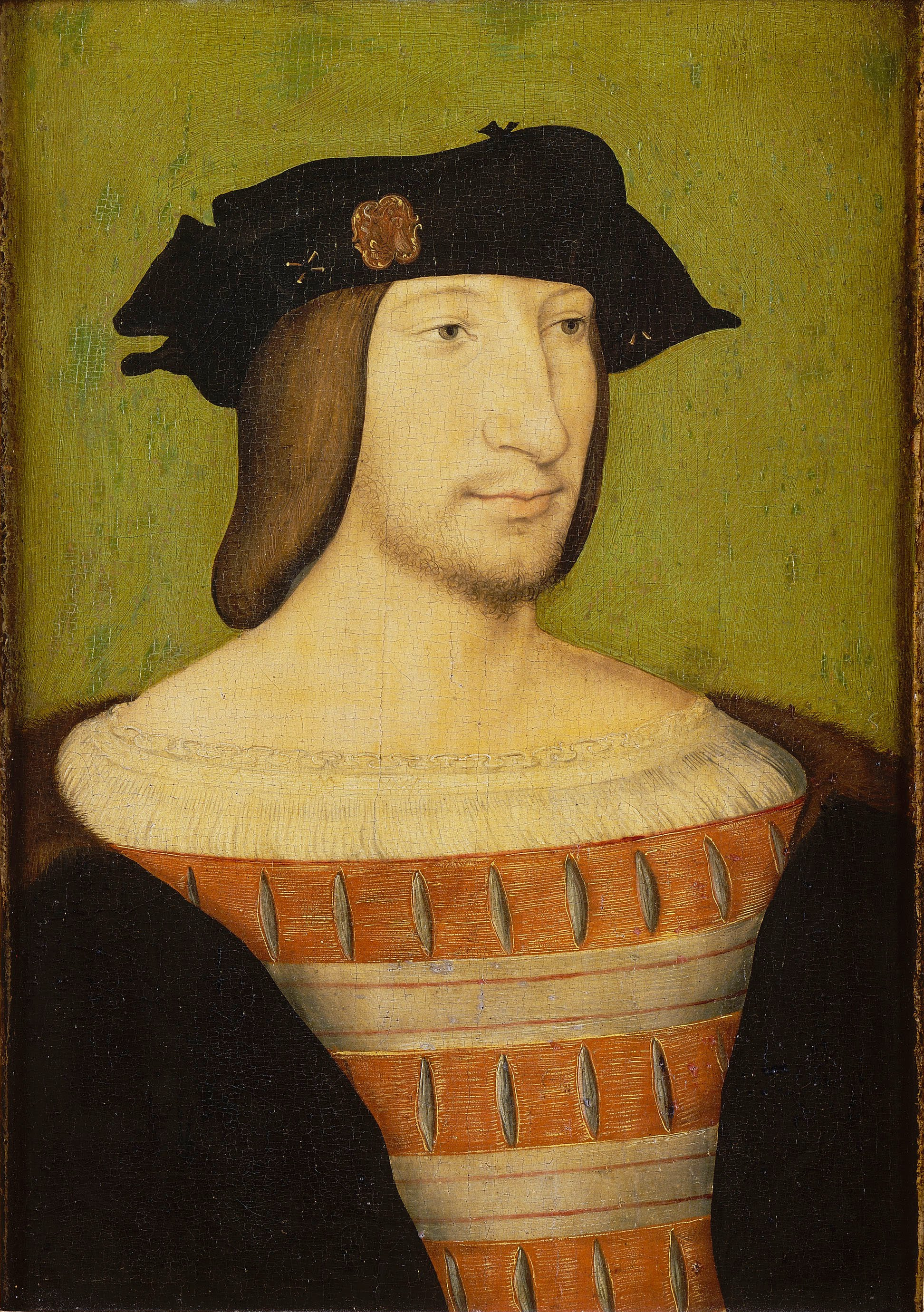
Franciszek I

### Franciszek I WalezjusziKarol V Habsburg
Nowy etap wojen włoskich rozpoczął się gdy Karol Habsburg, wnuk cesarza Maksymiliana I, został kolejno po swoich rodzicach (Filipie Pięknym i Joannie Szalonej) władcą Niderlandów i Franche-Comte (1515) oraz królem Hiszpanii (1516). Następnie po śmierci Maksymiliana I, został wybrany na króla rzymsko-niemieckiego w 1519, otaczając tym samym Francję z każdej strony. Franciszek I dostrzegając to niebezpieczeństwo zaatakował Hiszpanię w 1521, a następnie rozpoczął ofensywę w samej Italii. Mimo początkowych zwycięstw Franciszek uległ w bitwie pod La Bicocca w 1522 co zmusiło go do wycofania się za Alpy. W roku następnym król Francji przeprowadził kolejną ofensywę, która skończyła się dla niego jeszcze gorzej. W 1525 pod Pawią rozegrała się jedna z największych i najkrwawszych bitew XVI wieku. Wojska francuskie straciły w niej prawie 12 tysięcy żołnierzy, a Franciszek Walezjusz dostał się do niewoli Karola V. W Madrycie zmuszono go do podpisania traktatu pokojowego w którym zrzekał się pretensji do posiadłości włoskich i Burgundii. Po podpisaniu traktatu uwolniono go w 1526 roku z niewoli, po czym zaraz Franciszek stwierdził, że nie będzie przestrzegał traktatu podpisanego pod przymusem.

#### Walki w latach 1526–1529 orazSacco di Roma

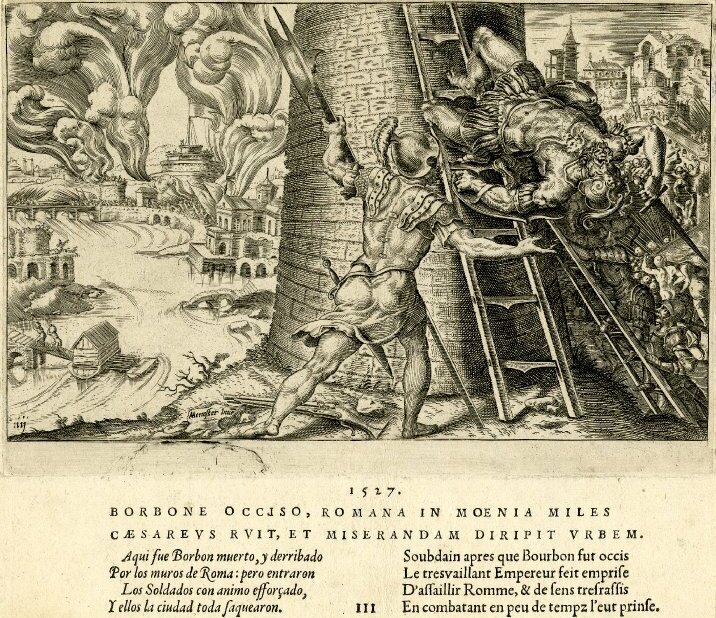
Sacco di Roma

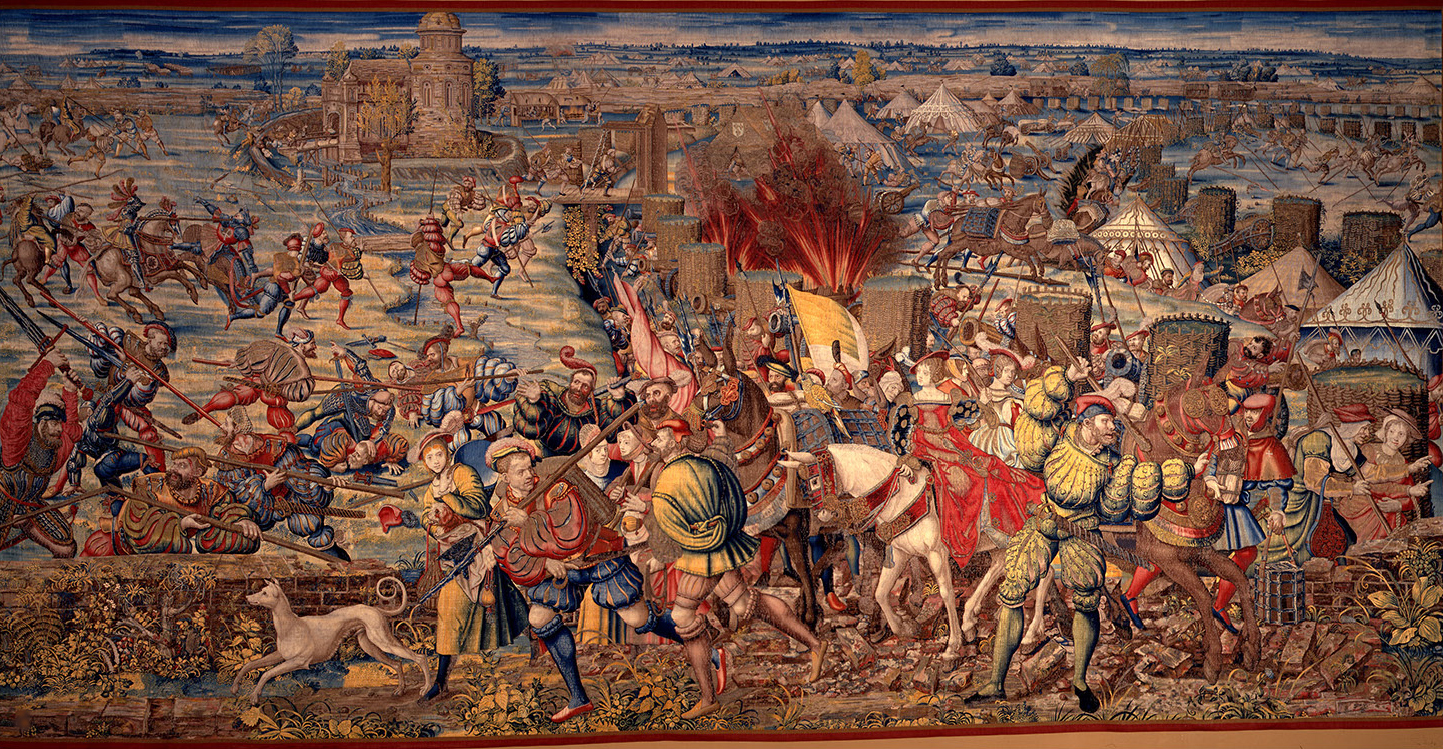
Bitwa pod Pawią 1525

W 1526 roku Franciszek I zawarł przymierze z byłymi sojusznikami Karola, przerażonymi wzrostem jego potęgi. Do utworzonej przez Francję Ligi Świętej przyłączył się doża wenecki, papież Klemens VII oraz władcy Mediolanu i Florencji. Karol V zareagował błyskawicznie. Już w 1527 roku zdobył i splądrował doszczętnie Rzym. Walki trwały do 1529, kiedy obie wyczerpane strony zawarły pokój. Pokój w Cambrai z 1529 roku był łagodniejszy dla Franciszka, mimo że musiał się zrzec pretensji do Włoch udało mu się zachować Burgundię. Karol V w roku następnym został koronowany przez Klemensa VII na cesarza rzymsko-niemieckiego.

## Najważniejsze bitwy chronologicznie
- I wojna włoska
- 1494 Bitwa pod Rapallo
- 1495 Bitwa pod Seminarą
- 1495 Bitwa pod Fornovo
- II wojna włoska
- 1503 Bitwa pod Cerignolą
- 1503 Bitwa pod Garigliano
- III wojna włoska
- 1509 Bitwa pod Agnadello
- IV wojna włoska
- 1512 Bitwa pod Rawenną
- 1513 Bitwa pod Novarą
- 1513 Bitwa pod Schio
- 1515 Bitwa pod Prata di Pordenone
- 1515 Bitwa pod Marignano
- V wojna włoska
- 1522 Bitwa pod Bicocca
- 1523 Bitwa pod Robecco
- 1525 Bitwa pod Pawią
- 1529 Bitwa pod Landriano
- VI wojna włoska
- 1543 Oblężenie Nicei
- 1544 Bitwa pod Ceresole
- VII wojna włoska
- 1557 Bitwa pod Saint-Quentin
- VIII wojna włoska
- 1558 Bitwa pod Gravelines